# Зарамагские ГЭС
Зарама́гские гидроэлектроста́нции (осет. Зæрæмæджы ГЭС) — гидроэнергетический комплекс на реке Ардон в Алагирском районе Северной Осетии, состоящий из двух взаимосвязанных гидроэлектростанций — Головной ГЭС и Зарамагской ГЭС-1. Строительство комплекса было начато в 1976 году, в 2009 году введена в эксплуатацию Головная ГЭС, в 2020 году — Зарамагская ГЭС-1.
Проект реализован в сложных природных условиях и отличается рядом уникальных для российской гидроэнергетики технических решений — в частности, Зарамагская ГЭС-1 имеет самый большой в России напор, самые мощные ковшовые гидротурбины, самый длинный деривационный тоннель. Зарамагская ГЭС-1 — это крупнейшая электростанция Северной Осетии и третья по мощности гидроэлектростанция на Северном Кавказе. Гидроэлектростанции принадлежат ПАО «РусГидро», эксплуатируются Северо-Осетинским филиалом компании.

## Природные условия
Сооружения Зарамагских ГЭС расположены на участке верхнего течения реки Ардон (приток Терека) от села Нижний Зарамаг, где река выходит из Туальской котловины (в которой сливаются четыре основные составляющие реки — Мамисондон, Нардон, Адайком и Цмиакомдон), до впадения реки Баддон, протяжённостью около 16 км. На данном участке река протекает в горной местности на высотах 1730—1010 метров, в узком (ширина по дну 20—40 м) Кассарском ущелье, глубиной до 600—800 м и уклоном склонов до 45°. Ущелье прорезает Боковой хребет, сложенный скальными метаморфическими (сланцы) и изверженными (граниты) породами, разорванными тектоническими нарушениями и зонами дробления. Пойменная часть долины заполнена слоем аллювиальных и озерно-аллювиальных отложений мощностью до 45 м, на глубине около 25 м среди этой толщи в основании плотины залегает слой пылеватых суглинков. Строительство сооружений осложняется наличием в скальных породах многочисленных тектонических зон, активным развитием склоновых процессов (оползни, обвалы, сели, снежные лавины). Сейсмичность района строительства составляет 8-9 баллов по шкале MSK-64 (для скальных и мягких грунтов, соответственно).
Река Ардон в створе Головной ГЭС имеет водосборную площадь 552 км², среднегодовой расход — 17,6 м³/с, среднегодовой сток — 530 млн м³. Максимальный расчётный расход обеспеченностью 1 % (1 раз в 100 лет) составляет 286 м³/с, 0,1 % (1 раз в 1000 лет) — 474 м³/с, минимальный наблюдаемый расход — 1,0 м³/с. В районе расположения Зарамагских ГЭС река Ардон имеет характер бурного водного потока со скоростями течения 2,5—3,5 м/с. Внутригодовое распределение стока реки крайне неравномерно, в весенне-летний период проходит до 85—90 % годового стока, гидрологический режим реки характеризуется бурными ливневыми паводками на фоне ледникового стока. Река переносит много наносов, их годовой сток оценивается в 235 тыс. м³. Климат района строительства континентальный, с умеренно холодной зимой и тёплым летом. Абсолютный максимум температуры у створа Головной ГЭС составляет 32°С, абсолютный минимум −34°С. Максимальная скорость ветра достигает 30 м/с.
В долине реки Ардон в зоне строительства проходит Транскавказская магистраль. Основные сооружения гидроэлектростанций находятся в охранной зоне Северо-Осетинского государственного природного заповедника, а деривационный тоннель № 2 непосредственно пересекает территорию заповедника.

## Описание сооружений
Зарамагский гидроузел представляет собой сложный комплекс взаимосвязанных сооружений, который разделяется на две группы: сооружения головного узла (Головная ГЭС) и сооружения Зарамагской ГЭС-1. Головная ГЭС создана по приплотинной схеме и использует напор, создаваемый грунтовой плотиной. Зарамагская ГЭС деривационного типа, использует напор, создаваемый при помощи длинного деривационного тоннеля. Суммарная установленная мощность комплекса ГЭС — 356 МВт (в том числе Головная ГЭС — 10 МВт, Зарамагская ГЭС-1 — 346 МВт), суммарная среднегодовая выработка — 865 млн кВт·ч (в том числе Головная ГЭС — 23 млн кВт·ч, Зарамагская ГЭС-1 — 842 млн кВт·ч).

### Головной узел

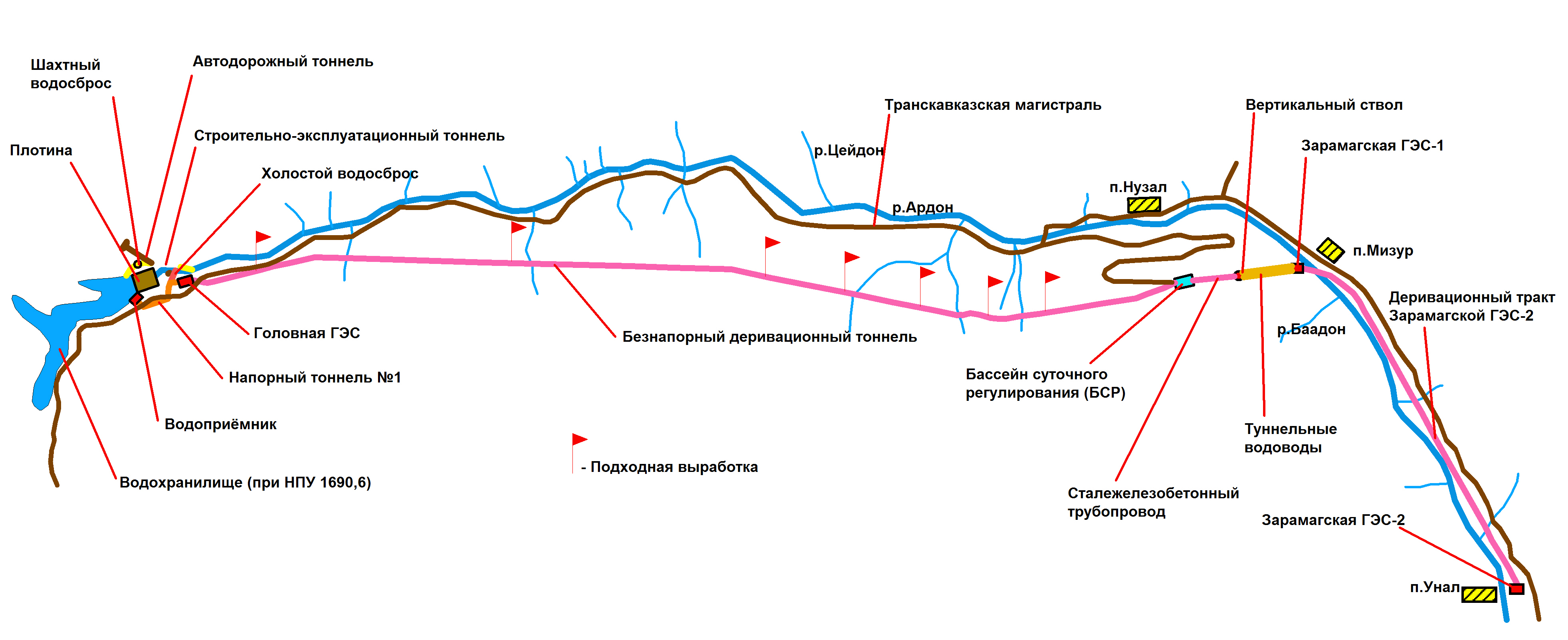
Схема Зарамагских ГЭС
Слева юг, справа север

Сооружения комплекса головного узла обеспечивают забор воды в деривационный тракт Зарамагской ГЭС-1 из образуемого плотиной водохранилища. При этом создаваемый плотиной напор используется для дополнительной выработки электроэнергии на Головной ГЭС. Комплекс головного узла включает в себя плотину, водохранилище, строительно-эксплуатационный водосброс, водоприёмник, напорный тоннель № 1, здание Головной ГЭС (совмещённое с правобережным водосбросом), ОРУ 110 кВ.

#### Плотина
Плотина грунтовая насыпная, максимальная высота плотины 50 м, длина 277 м, ширина по подошве 330 м, объём насыпи 1,586 млн м³. Плотина отсыпана из галечно-гравелистых грунтов, имеет противофильтрационное ядро из супесчано-щебенистых грунтов. В ходе строительства первоначальный проект плотины был изменён — уменьшена высота плотины (по первоначальному проекту она должна была составлять 79 м при объёме насыпи 3,726 млн м³), насыпь галечно-гравелистых грунтов в упорных призмах была частично заменена на насыпь рядового камня из горных осыпей, что существенно повысило надёжность плотины. Особенностью плотины является повышенная по отношению к нормальному подпорному уровню воды в водохранилище (НПУ) отметка гребня плотины (1708 м при отметке НПУ 1690,6 м; таким образом, гребень плотины выше нормального уровня воды в водохранилище на 17,4 м), что обеспечивает безопасность плотины в случае обрушения в водохранилище крупного оползня или обвала. Кроме того, конструкция плотины обеспечивает возможность наращивания её высоты в случае принятия в будущем такого решения.

#### Водосброс
Строительно-эксплуатационный водосброс предназначен для пропуска речного стока на этапе строительства после перекрытия реки, а также для пропуска повышенных расходов реки во время паводков на этапе эксплуатации ГЭС. Расположен на левом берегу, представляет собой наклонную башню с заглублённым под уровень водохранилища глубинным отверстием, перекрываемым плоскими затворами (основным и аварийно-ремонтным), оперирование которыми производится канатным механизмом. Водосброс рассчитан на пропуск 190 м³/с воды при пропуске паводка 1 % обеспеченности (отметка водохранилища 1692,3 м) и 300 м³/с при пропуске паводка 0,01 % обеспеченности (отметка водохранилища 1702,8 м). Пропуск воды производится через отводящий тоннель круглого сечения диаметром 5 м с железобетонной отделкой, длиной 520 м. Тоннель переходит в железобетонный лоток-канал длиной 213 м и шириной 8 м, предназначенный для сброса воды в реку Ардон, берега которой напротив места сброса укреплены бетонными кубами во избежание размыва. В строительный период использовался отдельный водоприёмник, ныне затопленный водохранилищем, а идущий к нему строительный тоннель заделан бетонной пробкой.

#### Здание Головной ГЭС
Напорно-станционный узел Головной ГЭС обеспечивает выработку электроэнергии на гидроагрегате Головной ГЭС, подачу воды в деривацию Зарамагской ГЭС-1 и пропуск излишних расходов воды через водосбросные сооружения, совмещённые со зданием ГЭС. Вода к зданию Головной ГЭС подаётся через водоприёмник и напорный тоннель № 1, расположенные на правом берегу. Водоприёмник наклонного типа оборудован двумя сороудерживающими решётками и двумя ремонтными плоскими затворами. Оперирование решётками и затворами производится при помощи подъёмника грузоподъёмностью 55 т. Напорный тоннель № 1 имеет протяжённость 674,29 м, сечение корытообразное 7,3×7 м, обделка железобетонная. Тоннель снабжён водовыпуском с регулируемым сегментным затвором, выполняя таким образом функцию дополнительного холостого водосброса. Данный водосброс планируется задействовать только при пропуске сильных паводков редкой повторяемости (гидроагрегат Головной ГЭС при этом останавливается), пропускная способность водосброса при пропуске паводка 0,01 % обеспеченности (отметка водохранилища 1702,8 м) — 385 м³/с.
Здание Головной ГЭС берегового типа. В здании ГЭС установлен один вертикальный гидроагрегат, оборудованный четырёхлопастной поворотно-лопастной гидротурбиной ПЛ 70-В-340 с предтурбинным дисковым затвором. Диаметр рабочего колеса гидротурбины — 3,5 м, вес рабочего колеса — около 30 тонн. Турбина приводит в движение гидрогенератор СВ 565/139-30 УХЛ4, выдающий электроэнергию на напряжении 10 кВ. При расчётном напоре 18,6 м гидроагрегат развивает мощность 15 МВт. Особенностью гидроагрегата является возможность значительного увеличения его мощности (до 33 МВт) в случае принятия решения об увеличении высоты плотины; в этом случае конструкция рабочего колеса предусматривает его реконструкцию с увеличением количества лопастей с 4 до 8. Производитель гидротурбины — сызранское предприятие «Тяжмаш», гидрогенератора — новосибирский завод «Элсиб». Вода, отработавшая на гидроагрегате, либо сбрасывается в отводящий канал и далее в русло реки Ардон (в период эксплуатации Головной ГЭС до пуска Зарамагской ГЭС-1), либо подаётся в деривационный тракт Зарамагской ГЭС-1. Также возможна подача воды в деривацию Зарамагской ГЭС-1 минуя Головную ГЭС, для чего конструкцией станции предусмотрен блок конусных затворов, отсекающих гидроагрегат.
Электроэнергия с гидроагрегата подаётся на открытое распределительное устройство (ОРУ) напряжением 110 кВ, на ОРУ установлен один трансформатор ТД 40000/110У1 мощностью 40 МВА, производитель — «Тольяттинский Трансформатор». Выдача электроэнергии в энергосистему осуществляется по двум линиям электропередачи 110 кВ до подстанций «Нузал» и «Зарамаг».

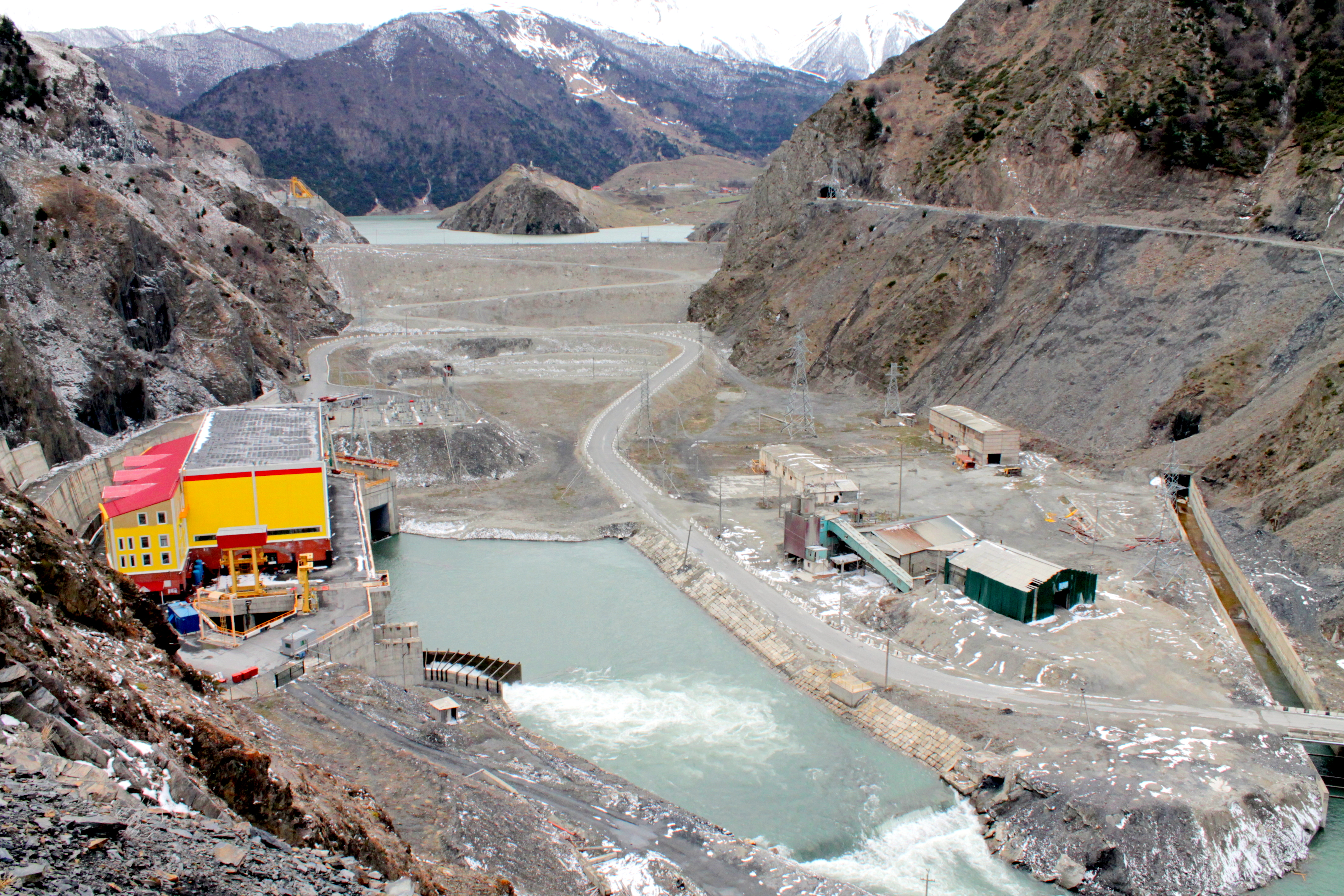
Панорама головного узла Зарамагских ГЭС

#### Водохранилище
Плотина ГЭС создала небольшое водохранилище на реке Ардон площадью 0,77 км², полным объёмом 10,1 млн м³, полезным объёмом 0,5 млн м³, максимальной глубиной 30,6 м. Отметка нормального подпорного уровня (НПУ) водохранилища составляет 1690,6 м, форсированного подпорного уровня — 1705,5 м, отметка уровня мёртвого объёма (УМО) — 1690 м. Первоначальный проект предполагал создание водохранилища сезонного регулирования (позволяющего накапливать воду в многоводные периоды года и срабатывать её в межень) с отметкой НПУ 1730 м, площадью 2,5 км², полным объёмом 0,073 км³, полезным объёмом 0,5 млн м³, максимальной глубиной 70 м, при этом должно было быть затоплено 130 га сельскохозяйственных угодий. В текущем состоянии водохранилище имеет минимальную полезную ёмкость и может использоваться только для суточного регулирования стока.

Сооружения и оборудование Головной ГЭС
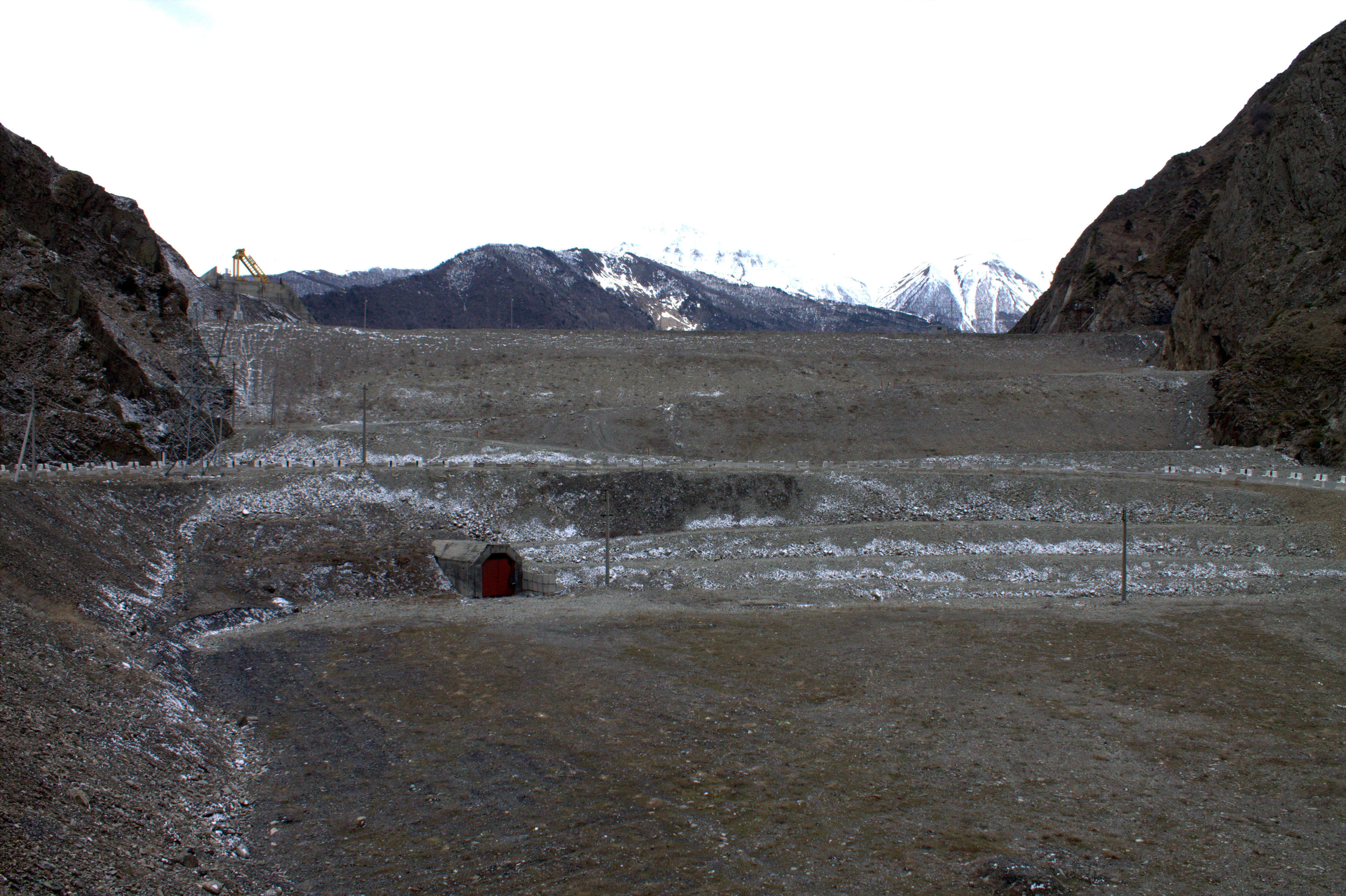
Плотина
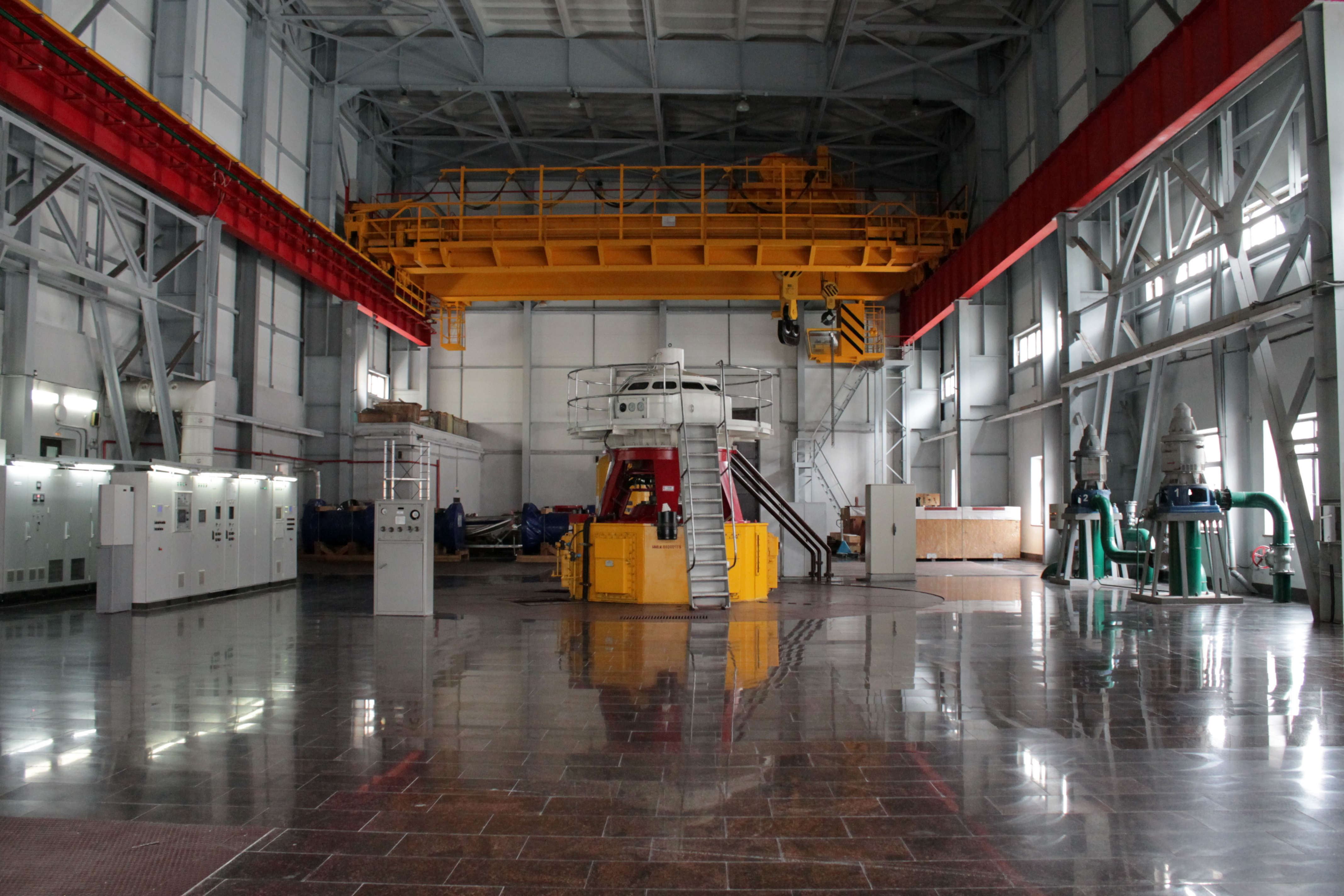
Машинный зал
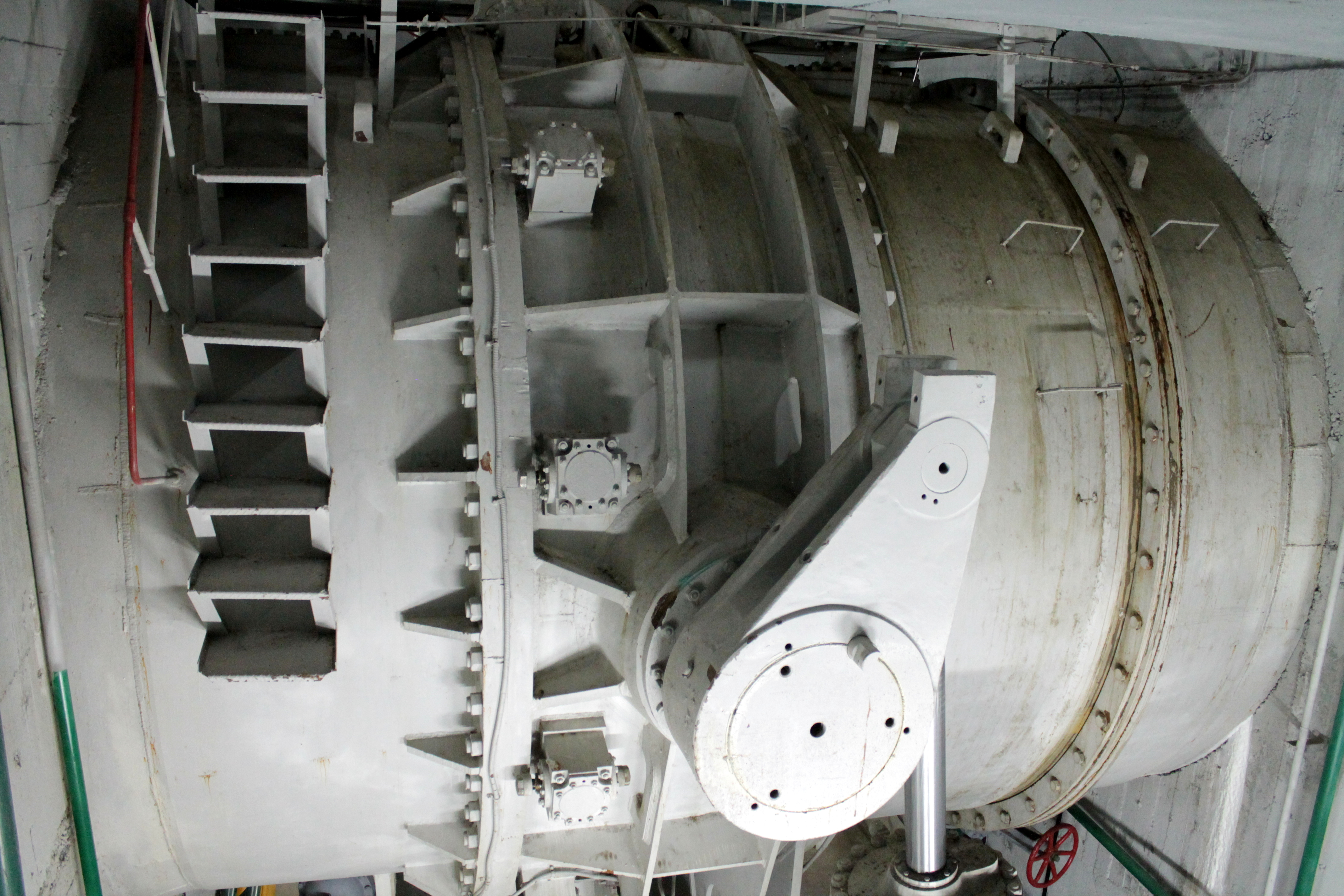
Дисковый затвор
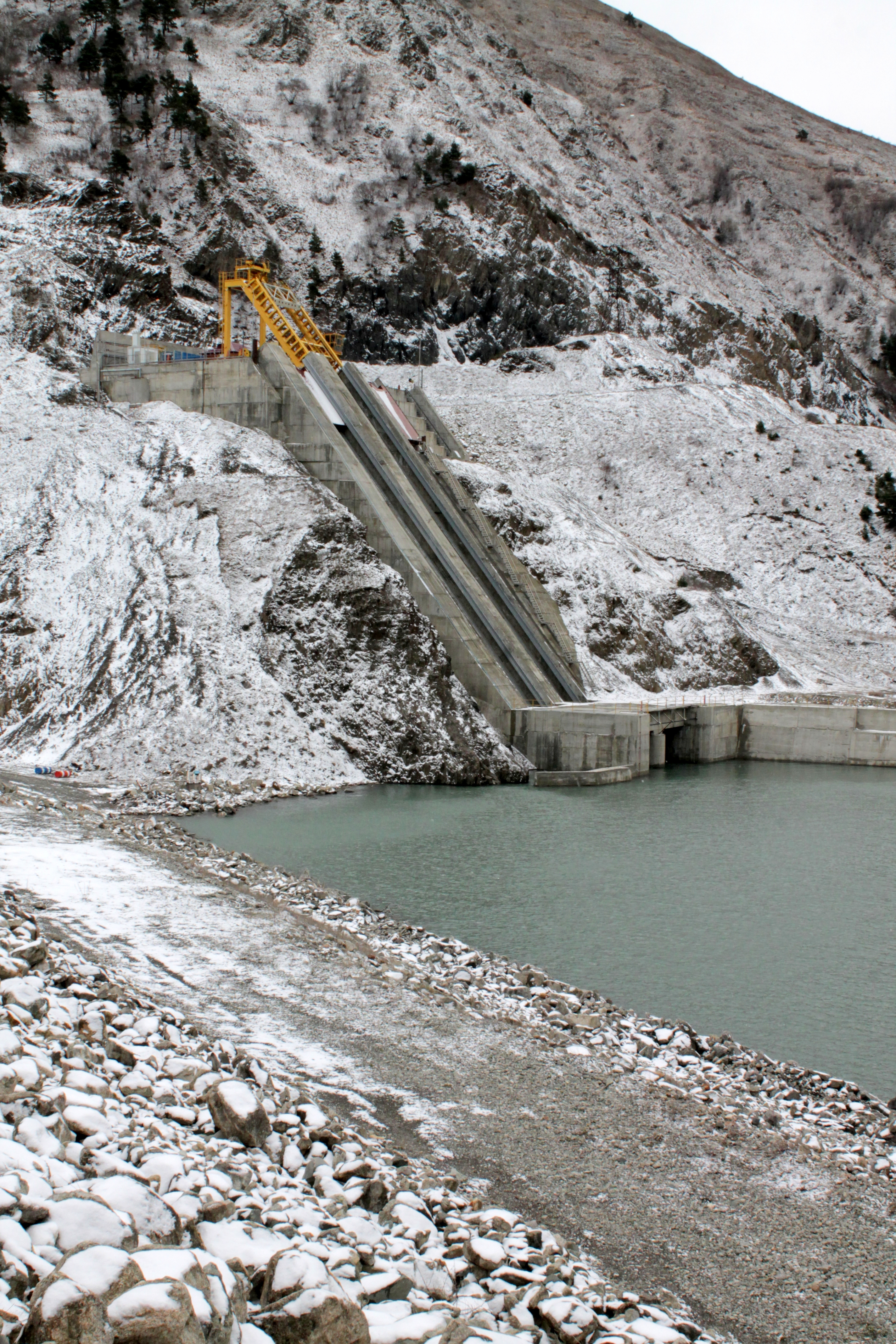
Водоприёмник
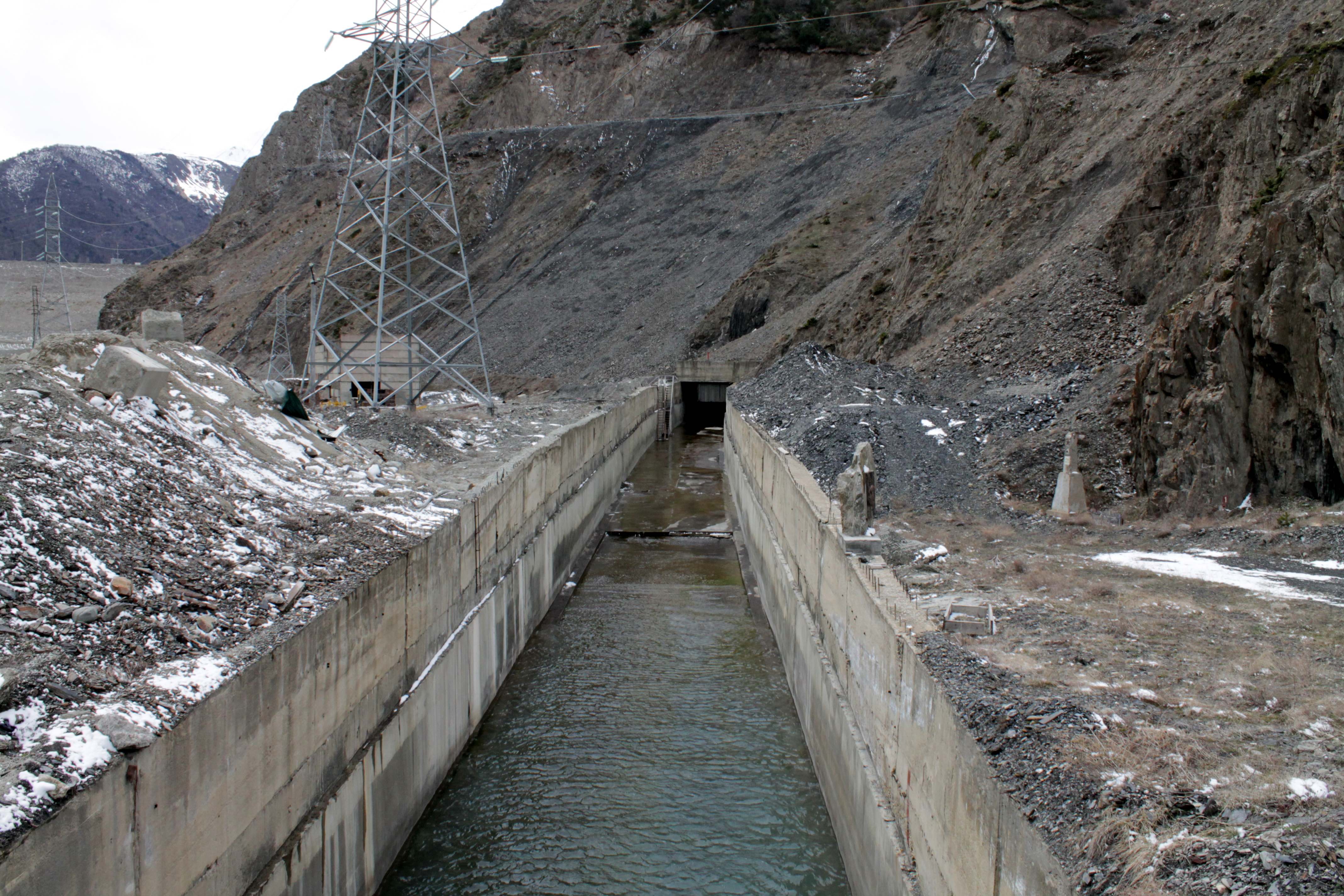
Лоток водосброса
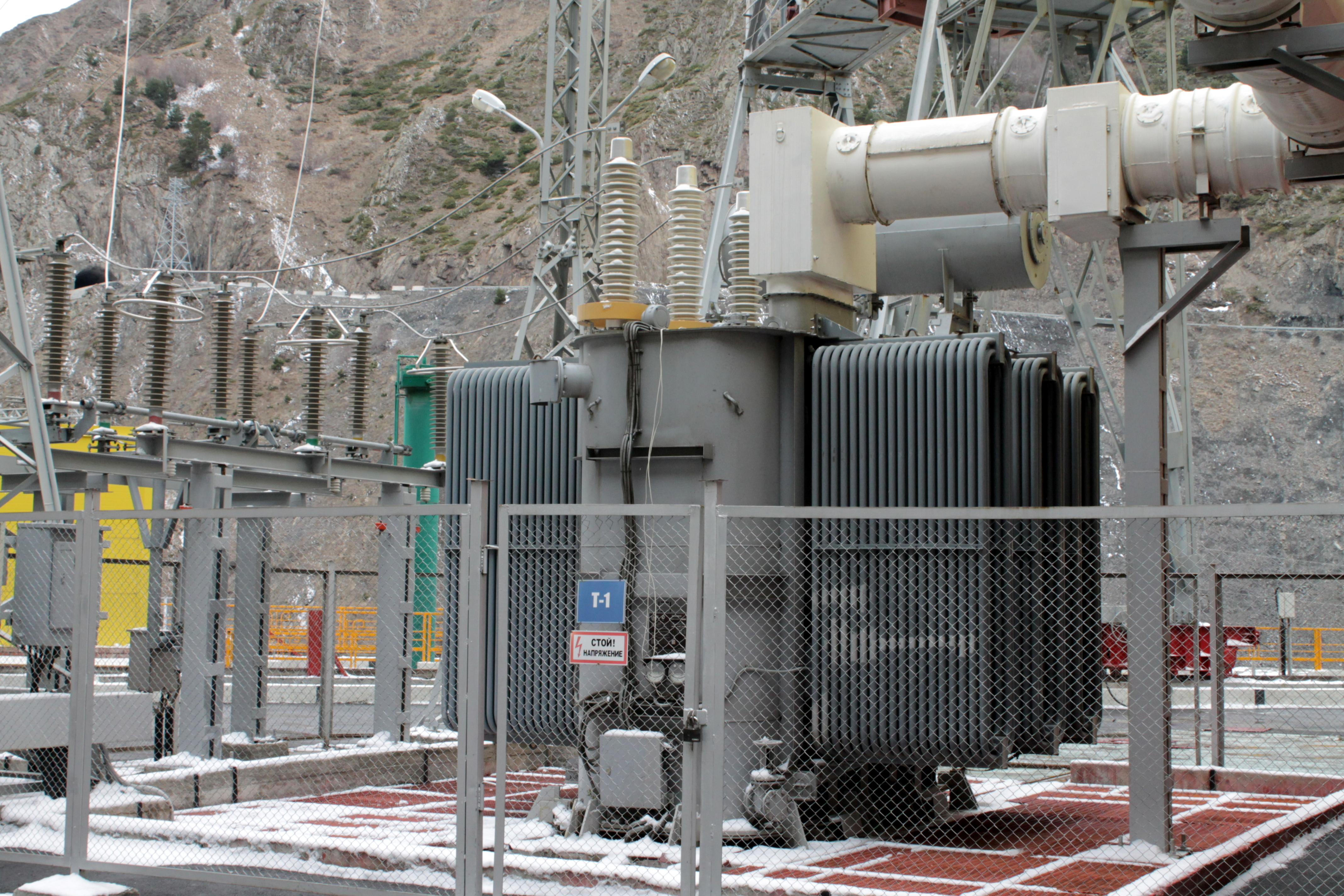
Силовой трансформатор
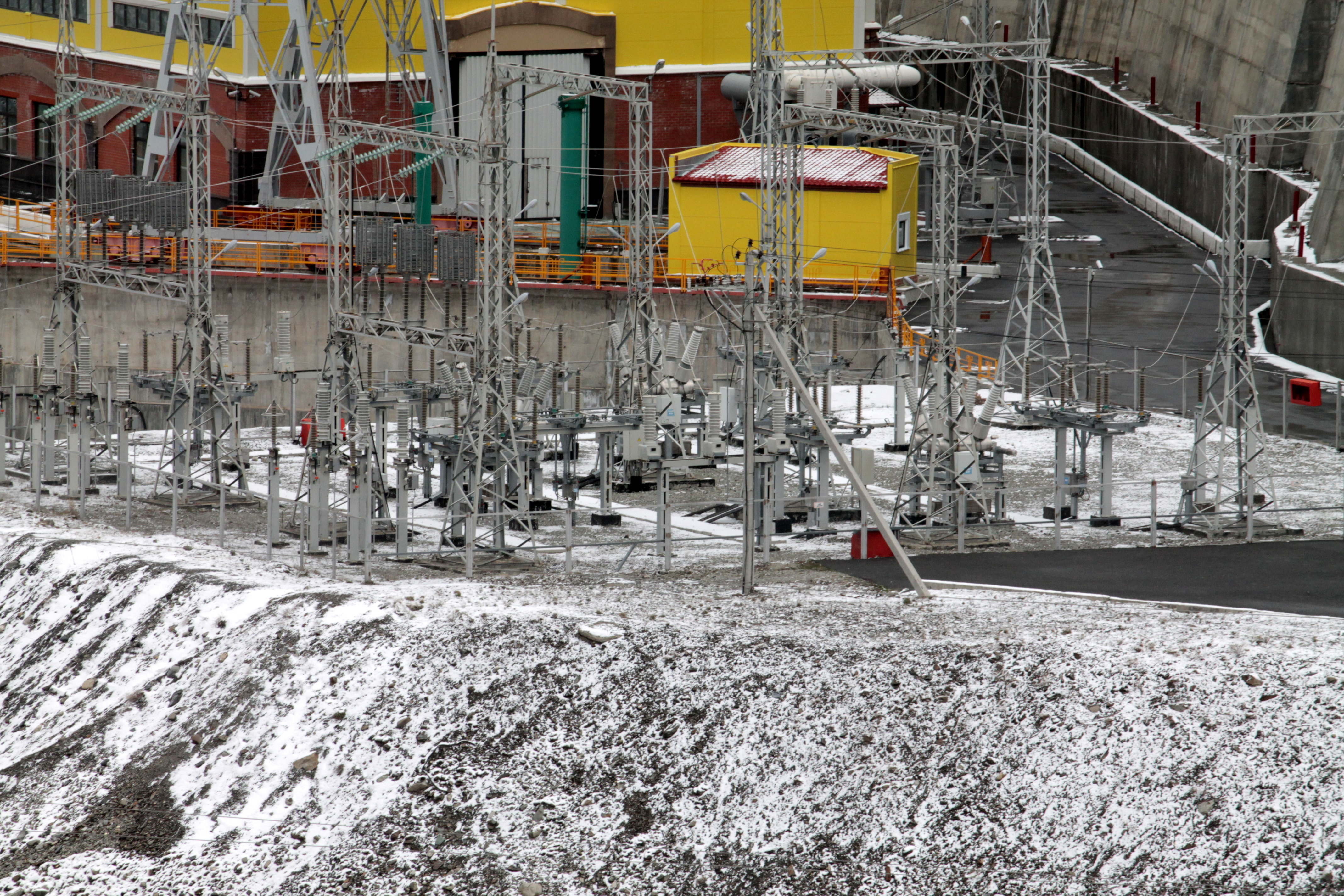
Распределительное устройство

### Зарамагская ГЭС-1
Зарамагская ГЭС-1 вырабатывает бо́льшую часть электроэнергии всего комплекса Зарамагской ГЭС. Это сложное инженерное сооружение, в значительной степени расположенное под землёй. Комплекс Зарамагской ГЭС-1 включает в себя деривационный тоннель № 2, напорно-станционный узел (бассейн суточного регулирования с холостым водосбросом, водоприёмник, сталежелезобетонный трубопровод, вертикальная шахта, субгоризонтальные водоводы), здание ГЭС, КРУЭ 330 кВ.

#### Деривационный тоннель
Безнапорный деривационный тоннель № 2 предназначен для подвода воды к напорно-станционному узлу ГЭС, начинается у здания Головной ГЭС и заканчивается у бассейна суточного регулирования, сопрягаясь с ним при помощи многоступенчатого перепада. Длина тоннеля 14 262 м (рекордная для гидротехнических тоннелей России), сечение корытообразное 4,5×4 м, обделка железобетонная (в зависимости от условий используется несколько типов обделки). Пропускная способность тоннеля составляет 65 м³/сек, вода должна проходить всю трассу тоннеля за 80 минут. Трасса тоннеля пересекает разнообразные интрузивные, метаморфизированные и осадочные породы, претерпевшие как складчатые, так и тектонические нарушения.

#### Напорно-станционный узел
42°49′47″ с. ш. 44°02′19″ в. д.
Сооружения напорно-станционного узла состоят из бассейна суточного регулирования, водоприёмника, сталежелезобетонного турбинного водовода, вертикальной шахты и субгоризонтальных водоводов. Бассейн суточного регулирования (БСР) предназначен для накопления воды перед подачей её на турбины ГЭС. Представляет собой бетонную чашу пятиугольной формы, расположенную на вершине горы. Максимальная длина БСР — 235 м, максимальная ширина — 80 м. БСР образован массивными стенками по типу гравитационной плотины максимальной высотой 21,6 м, в основании которых расположена галерея для отвода фильтрационных расходов и размещения контрольно-измерительной аппаратуры. На дне БСР уложено многослойное гидроизоляционное покрытие. БСР оборудован автоматическим холостым водосбросом шахтного типа пропускной способностью 65 м³/сек, сбрасывающим излишнюю воду в реку Баддон, водосброс включается в работу при превышении отметки ФПУ. Водосброс состоит из шахтного водосброса с кольцевым водосливом, отводящего тоннеля, быстротока с успокоительным резервуаром, лабиринтным водосливом и лотком-трамплином. Отметка нормального подпорного уровня воды в БСР — 1635,58 м, форсированного подпорного уровня — 1641,8 м, уровня мёртвого объёма — 1626,82 м, полезная ёмкость — 144 тысячи м³, резервная ёмкость (между отметками НПУ и ФПУ) — 110 тысяч м³.
Водоприёмник предназначен для подачи воды из БСР в водовод и далее к турбинам ГЭС. Оборудован сороудерживающей решёткой, а также плоскими ремонтным и аварийно-ремонтным затворами, оперирование которыми производится при помощи канатного механизма грузоподъёмностью 125 т и мостового крана грузоподъёмностью 50 т. Сталежелезобетонный турбинный водовод имеет внутренний диаметр 4,4 м и длину 581 м, засыпан грунтом для защиты бетонной оболочки от внешних воздействий, переходит в вертикальную шахту (железобетонная обделка с металлической облицовкой) диаметром 3,6 м и глубиной 507 м. В нижней части шахты расположена развилка на два субгоризонтальных тоннельных водовода диаметром по 2,6 м, длиной 895 м и 911 м соответственно.

#### Здание Зарамагской ГЭС-1
42°50′42″ с. ш. 44°02′36″ в. д.
Здание ГЭС наземное, берегового типа. В здании смонтированы два вертикальных гидроагрегата с ковшовыми гидротурбинами К-600-В6-341,2 (по первоначальному проекту планировались турбины К-461-В-332, затем К-600-В6-334,5), работающими при расчётном напоре 609 м. Диаметр рабочего колеса турбины — 3,345 м, номинальная частота вращения — 300 об/мин. Турбины ГЭС работают на рекордном для российских ГЭС напоре, также турбины ГЭС являются крупнейшими ковшовыми турбинами на российских ГЭС и одними из крупнейших в мире. Гидротурбины приводят в действие два гидрогенератора СВ 685/243-20 мощностью по 173 МВт. Производитель гидротурбин — немецкая компания Voith Siemens Hydro Power Generation, гидрогенераторов — новосибирское НПО «Элсиб». С целью обеспечения возможности быстрого перекрытия поступления воды к турбинам здание ГЭС оборудовано предтурбинными шаровыми затворами диаметром 2 м, производства завода «Турбоатом». Для сборки/разборки гидроагрегатов в машинном зале смонтирован мостовой кран грузоподъёмностью 500 т. Отработавшая на турбинах вода сбрасывается через отводящий канал в русло Ардона, при этом конструкцией канала предусмотрено его сопряжение с деривацией перспективной Зарамагской ГЭС-2.
Выдача электроэнергии с генераторов производится на напряжении 15,75 кВ на два силовых трансформатора ТДЦ-230000/330-У1 мощностью по 230 МВА, а с них — на комплектное распределительное устройство элегазовое (КРУЭ) напряжением 330 кВ. Выдачу электроэнергии в энергосистему осуществляется по двум линиям электропередачи напряжением 330 кВ и длиной по 30 км до подстанций «330кВ Нальчик» и «330кВ Владикавказ-2».

Сооружения и оборудование Зарамагской ГЭС-1
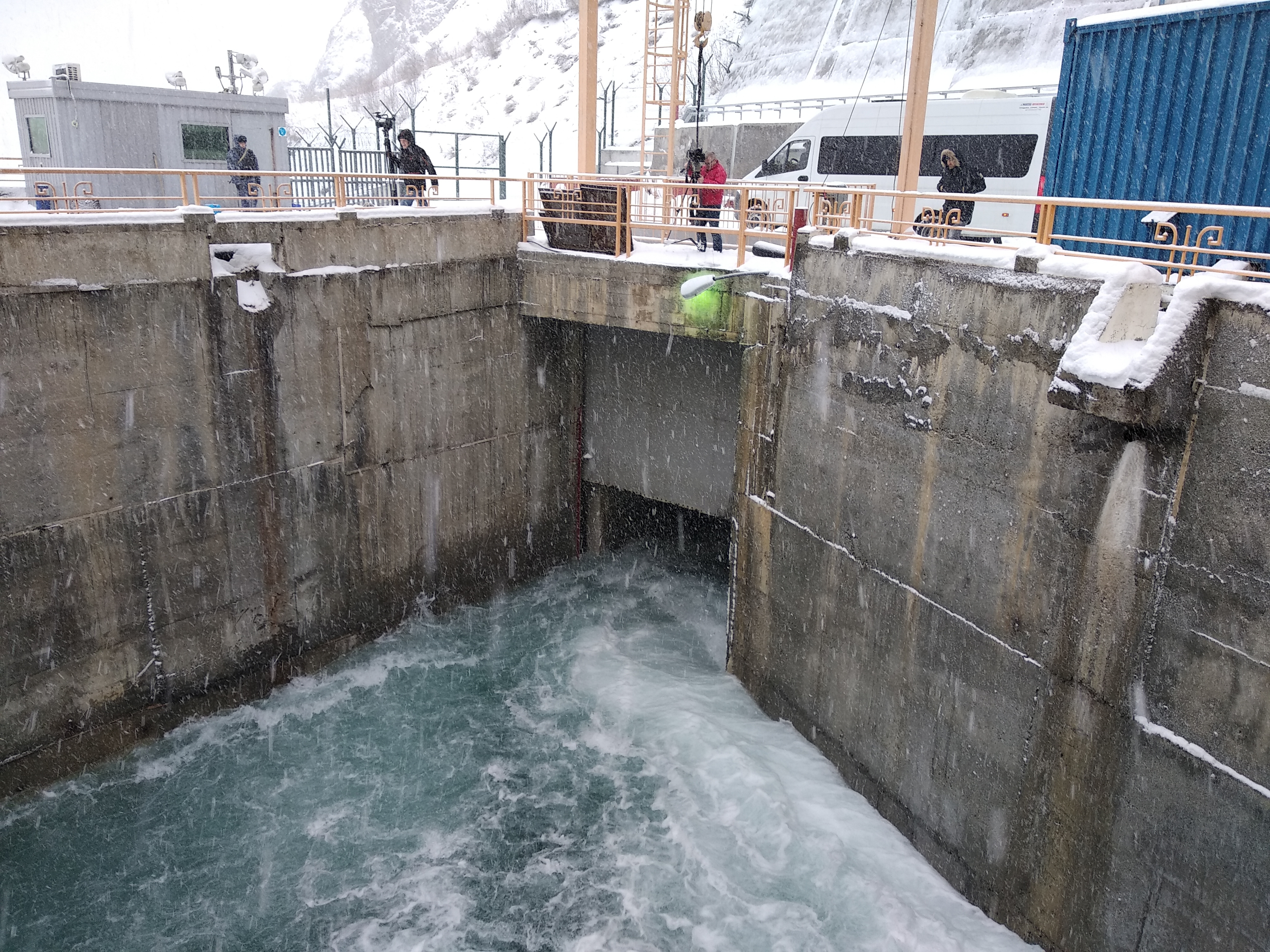
Входной портал тоннеля
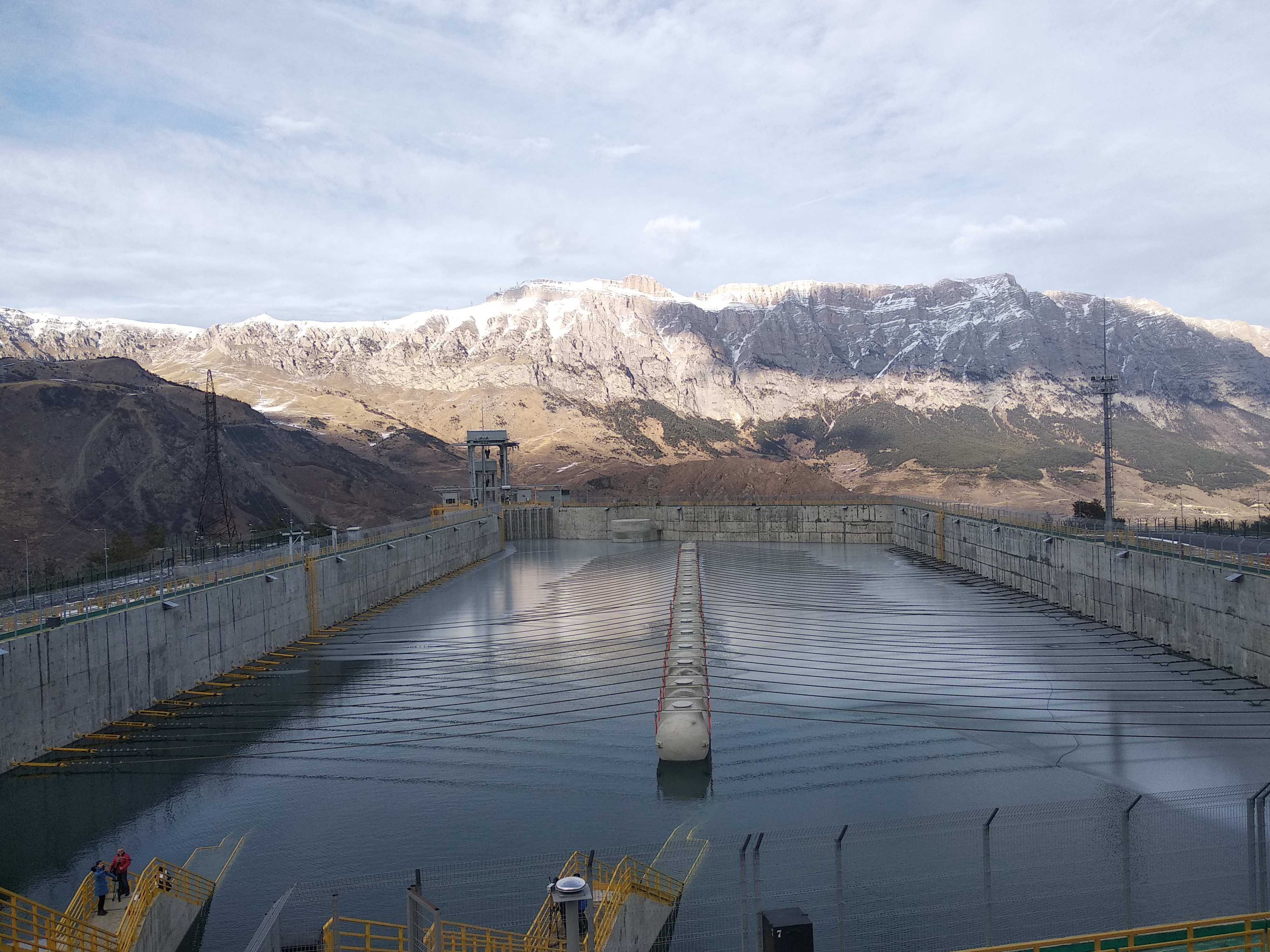
Бассейн суточного регулирования
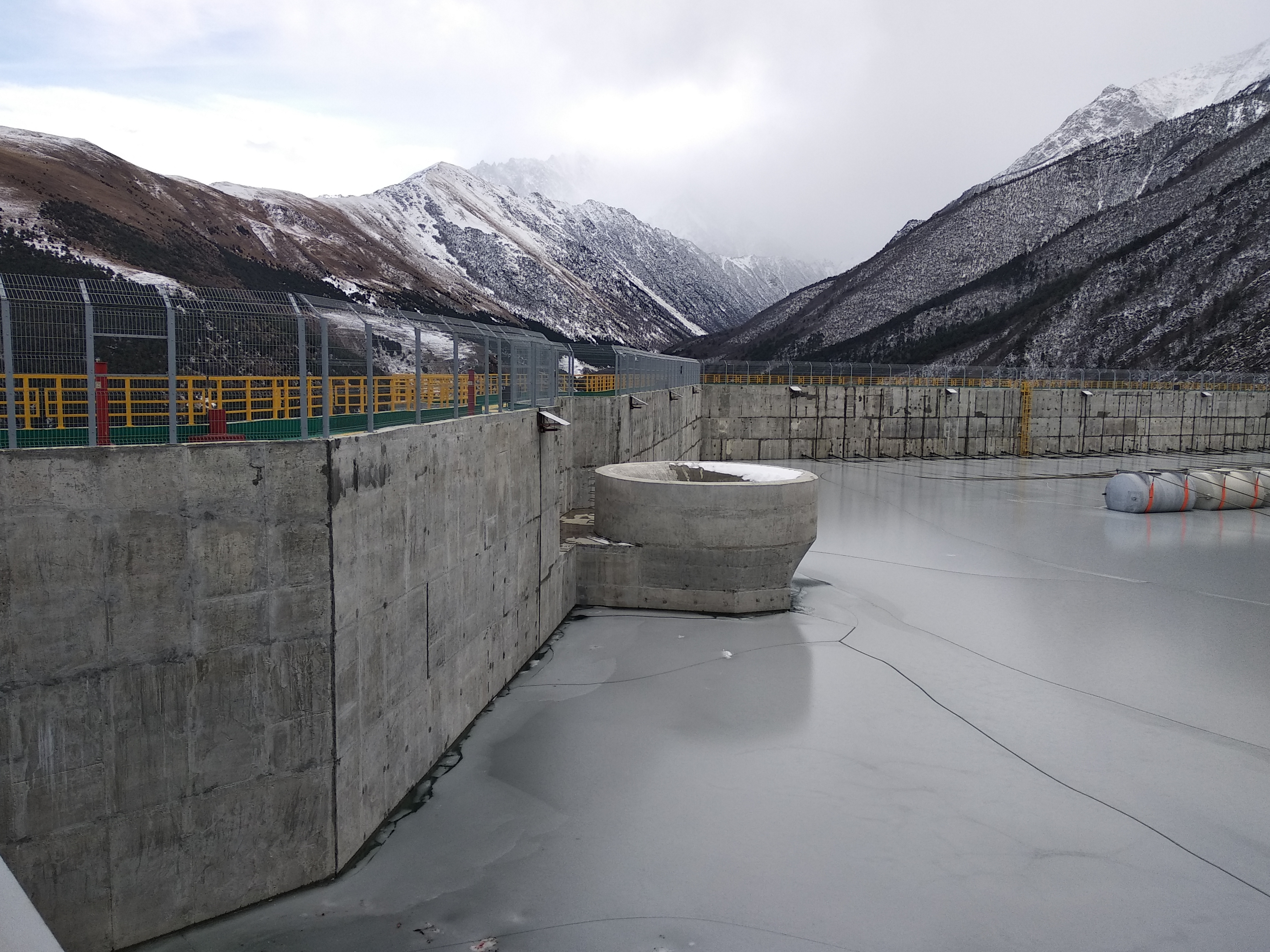
Оголовок холостого водосброса
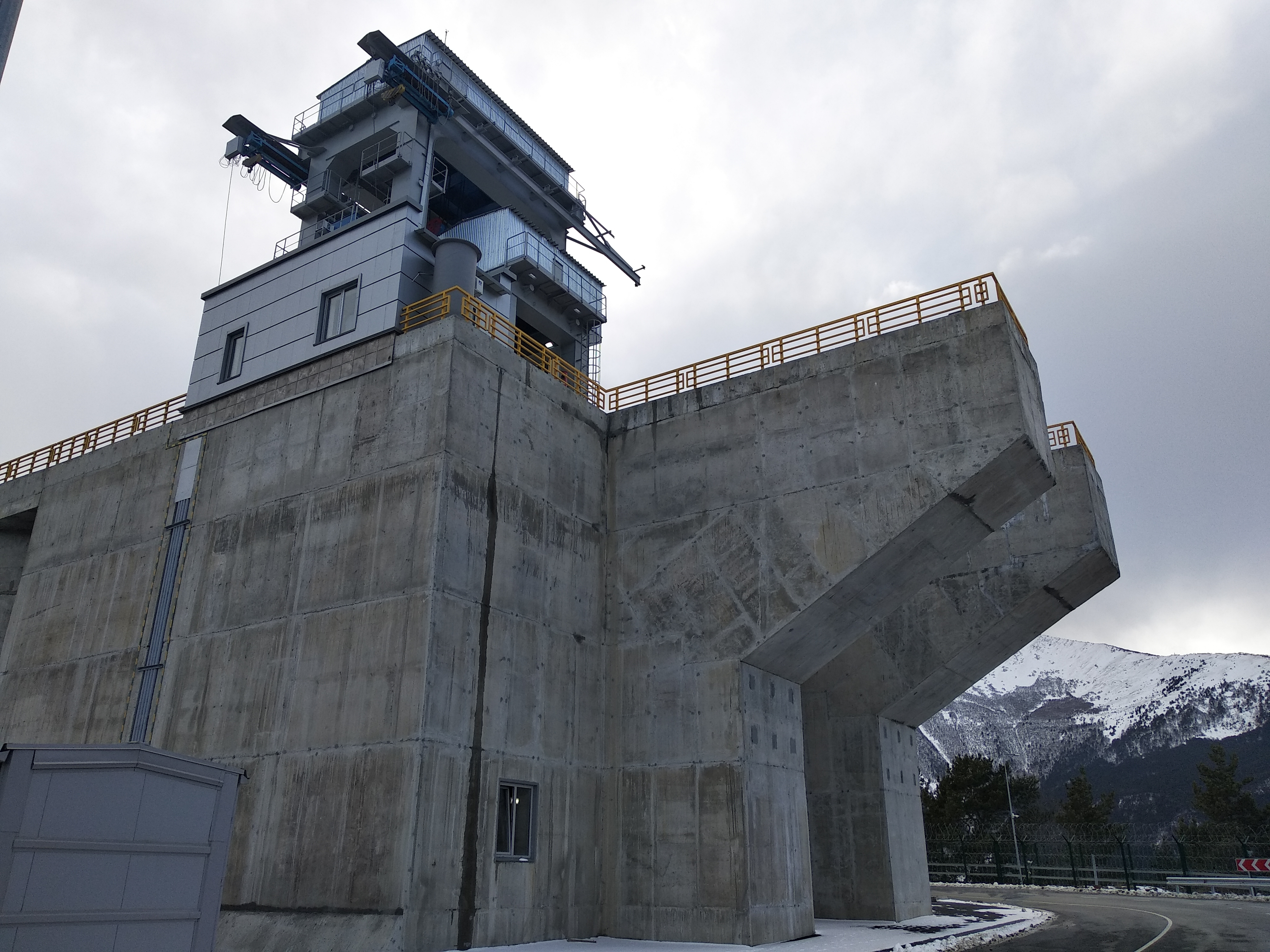
Водоприёмник
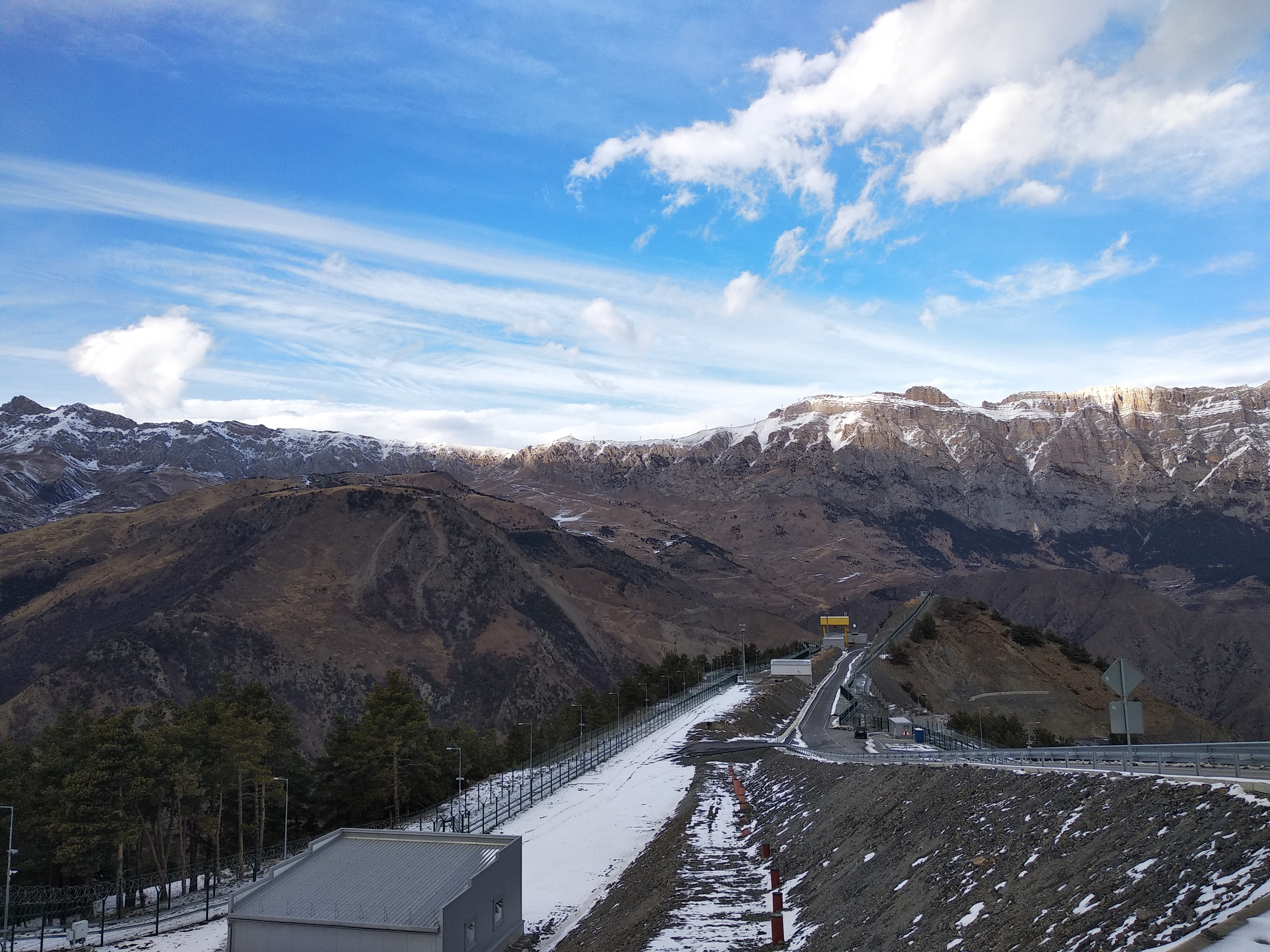
Турбинный водовод
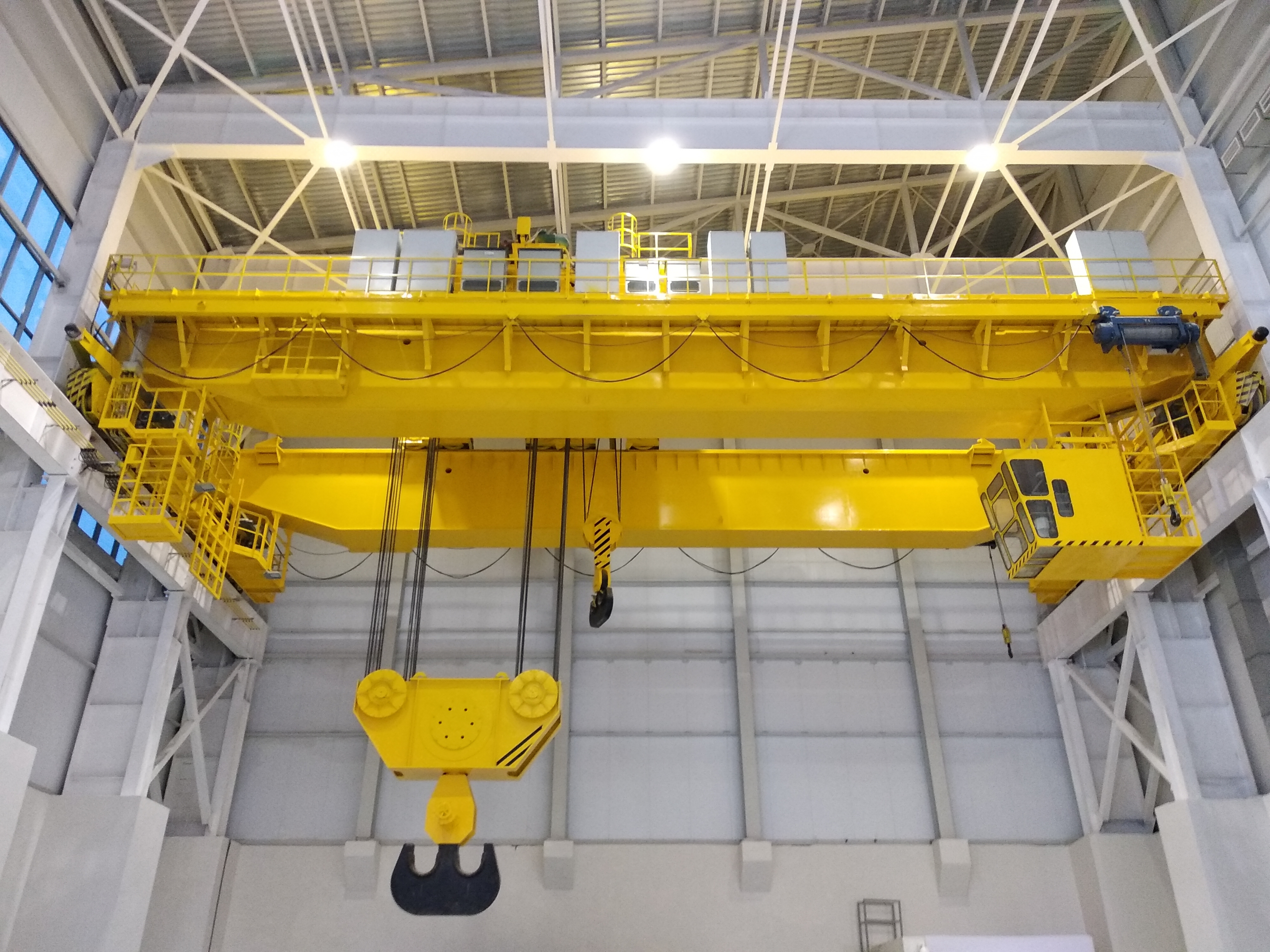
Мостовой кран машинного зала
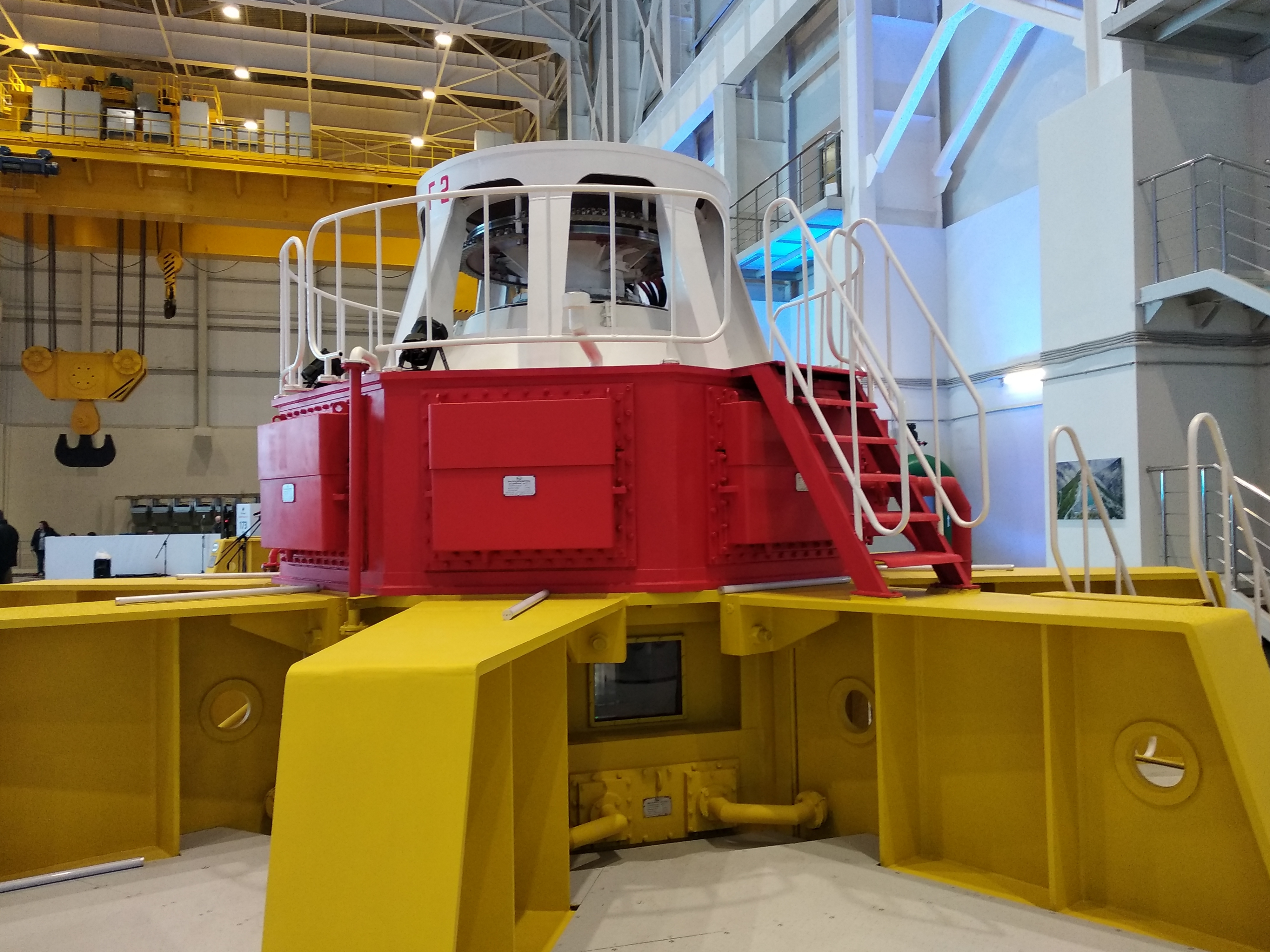
Гидроагрегат

## Последствия создания Зарамагских ГЭС

### Экологические последствия
Являясь источником возобновляемой энергии, Зарамагские ГЭС позволили вытеснить из топливного баланса Северного Кавказа около 270 тысяч тонн условного топлива. Это позволило предотвратить ежегодные выбросы в атмосферу окислов азота в количестве 3,5 тысяч тонн, окислов серы — 8,2 тысячи тонн, золы — 3 тысяч тонн, углекислого газа — 420 тысяч тонн. В связи с небольшими размерами водохранилища его воздействие на микроклимат незначительно, оно прослеживается лишь в радиусе 100 метров от побережья. Согласно исследованиям, водохранилище не окажет влияния на Тибское месторождение минеральных вод, а также источники Кудзахта и Нарской группы. Проект строительства Зарамагских ГЭС прошёл процедуру оценки воздействия на окружающую среду (ОВОС).

### Критика

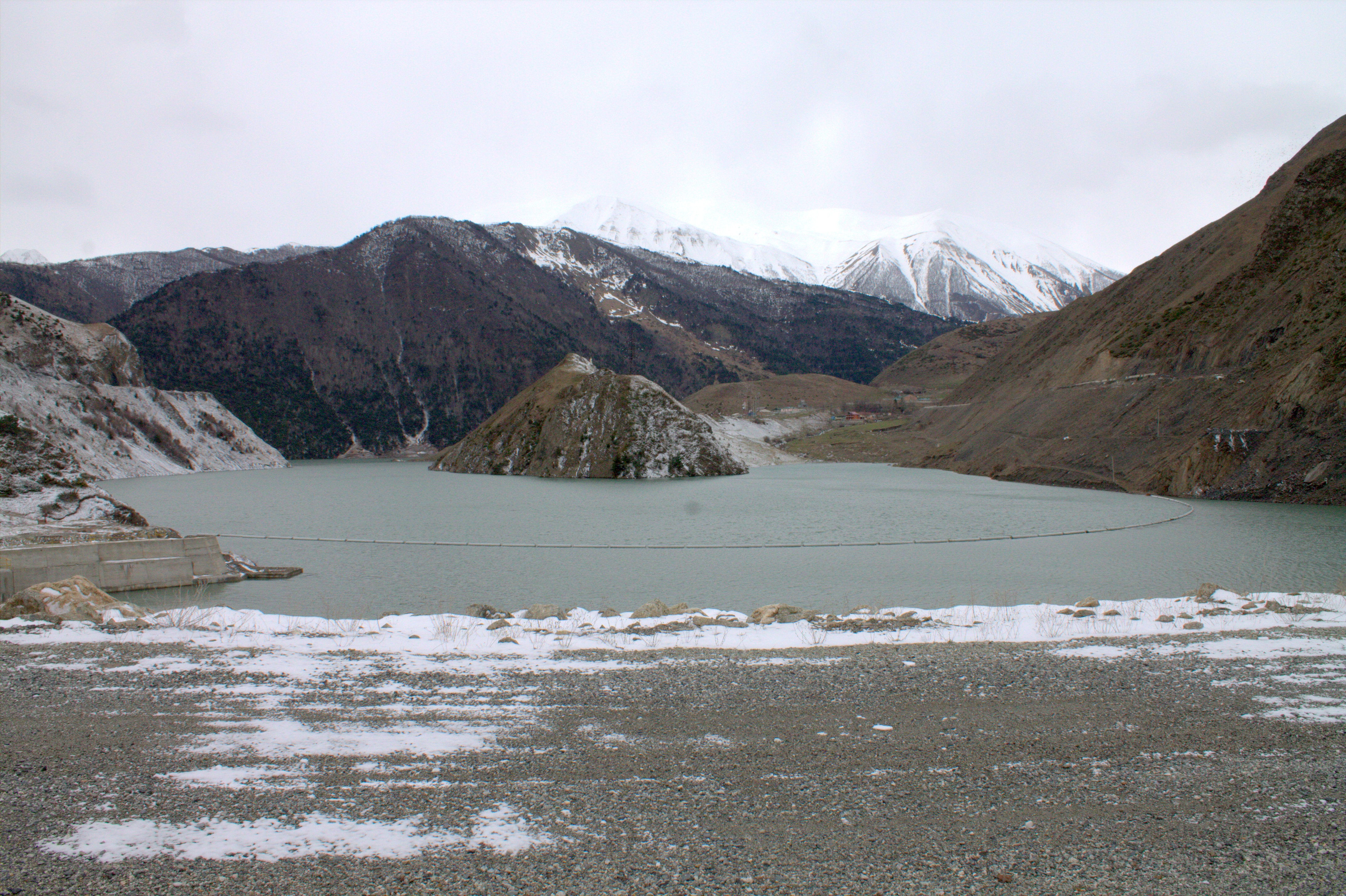
Зарамагское водохранилище

Строительство Зарамагских ГЭС вызывает опасения у ряда лиц и общественных организаций. Критики проекта акцентируют внимание на опасности затопления археологических памятников, опасности разрушения плотины и Транскавказской магистрали.
Затапливаемая водохранилищем территория некогда была очень плотно заселена и представляет значительный археологический интерес, однако детальные исследования в данном направлении ранее в этом районе не проводились. Масштабные археологические раскопки в зоне затопления проводились в 2006—2008 годах (в частности, в 2007 году в зоне затопления работали четыре археологические экспедиции, проводившие раскопки на площади 8000 м²). Детально исследовался открытый Айдадонский некрополь кобанской культуры, датируемый XIV—VI веками до н. э., в ходе раскопок были обнаружены многочисленные древние захоронения, расположенные в каменных гробницах в четыре яруса, а также большое количество металлических предметов. Также археологические раскопки проводились на средневековом могильнике «Мамисондон», многослойном поселении «Цми» и стоянке эпохи мезолита «Цми-2».
Водохранилище ГЭС является федеральной собственностью, и спасательные археологические работы должны были финансироваться из федерального бюджета, однако необходимые средства выделены не были, в связи с чем раскопки производились за счёт средств, выделенных «РусГидро» в объёме 84 млн рублей. В ходе проведённых исследований выяснилось, что площадь изучаемых объектов существенно превышает включённую в смету работ; для проведения работ в полном объёме требовались дополнительные средства, которые бюджетом «РусГидро» запланированы не были, получить бюджетное финансирование на данные цели также не удалось. В связи с этой ситуацией высказывались мнения о необходимости отложить начало затопления ложа водохранилища либо вообще отказаться от достройки объекта.
Высказываются опасения возможного прорыва плотины в случае землетрясения либо схода крупного оползня с катастрофическими последствиями для нижележащих населённых пунктов, а также подмыва водохранилищем Транскавказской магистрали с её разрушением, что повлечёт за собой транспортную изоляцию Южной Осетии. Специалисты научных и проектных организаций отмечают принятый в проекте большой запас сейсмостойкости плотины (11,25 балла при сейсмичности местности в 9 баллов), размещение плотины на едином скальном блоке (ближайший тектонический разлом располагается в 1 км от створа плотины). Проектом предусмотрен ряд противооползневых мероприятий, в частности сооружение обводного тоннеля длиной 1160 м и диаметром 5 м на случай схода Даллагкауского оползня и перекрытия им русла реки Мамисондон, а также значительный запас высоты гребня плотины над уровнем водохранилища. Значительного влияния водохранилища на Транскавказскую магистраль в проектных материалах не ожидается, в случае если специально организованный мониторинг выявит какие-либо негативные процессы, предусматривается разработка мероприятий по инженерной защите дороги.

## История строительства

### Проектирование
Северная Осетия является энергодефицитным регионом, до пуска Зарамагских ГЭС собственные энергоисточники обеспечивали лишь 16 % энергопотребления республики. В то же время реки республики обладают значительным энергетическим потенциалом, составляющим порядка 5,2 млрд кВт·ч. Гидроэнергетический потенциал рек республики использовался несколькими малыми и средними гидроэлектростанциями, введёнными преимущественно в 1930-х — 1950-х годах, — Эзминской, Гизельдонской, Дзауджикаусской и несколькими малыми ГЭС общей мощностью 81,11 МВт; действующими ГЭС использовалось не более 7 % экономически эффективного гидроэнергетического потенциала рек республики. Гидроэнергетические ресурсы представлены рекой Терек и её притоками, стекающими с Большого Кавказского хребта, из которых самым значительным является река Ардон. Наиболее благоприятным для строительства ГЭС на этой реке является участок Кассарского ущелья, где на протяжении 16 километров река имеет падение около 700 метров, что создаёт условия для сооружения в этом районе мощной деривационной ГЭС.
С 1966 по 1968 годы институт «Гидропроект» на основе многолетних изысканий разработал «Схему использования водных ресурсов р. Ардон», которая в 1968 году была утверждена Минэнерго СССР. Данной схемой предусматривалось на участке Нижний Зарамаг — Тамиск создать каскад из трёх гидроэлектростанций (Зарамагской-1, Зарамагской-2 и Унальской) совокупной мощностью 562 МВт и средней годовой выработкой электроэнергии 1409 млн кВт·ч. В дальнейшем параметры отдельных гидроэлектростанций каскада неоднократно уточнялись, увеличилось и их число — появилась дополнительная ступень каскада, Головная ГЭС мощностью 35 МВт. Проектирование Зарамагской ГЭС велось с учётом существовавшей в то время масштабной программы строительства маломаневренных атомных электростанций, в связи с чем ГЭС была запроектирована как пиковая, то есть предназначенная для работы в пиковой части графика нагрузок. Технико-экономическое обоснование строительства Зарамагских ГЭС было разработано Армянским отделением института «Гидропроект» с 1973 по 1974 годы и одобрено научно-техническим советом Министерства энергетики СССР в 1975 году. Технический проект Зарамагских ГЭС был утверждён приказом Министерства энергетики СССР № 81-ПС от 5 июля 1978 года; распоряжением Совета Министров СССР № 1268р от 5 июня 1979 года Зарамагские ГЭС включены в титульный список вновь начинаемых в 1979 году строек производственного значения.
Первоначальный проект неоднократно корректировался по различным причинам — из-за ужесточения экологических требований, пересмотра сейсмичности района строительства, выявления ранее неучтённых геологических особенностей, появления новых технологий и т. п. В 1991 году по экологическим соображениям высота плотины была снижена до 15 м, но в таком виде проект был отклонён экспертизой Минтопэнерго России по причине быстрого заиливания водохранилища и неработоспособности ГЭС из-за попадания в деривацию наносов. В 1993 году технический проект был переработан и заново утверждён, основным изменением по сравнению с первоначальным проектом стало снижение отметки НПУ водохранилища на 40 м, что повлекло за собой и снижение высоты плотины. В то же время оговаривалась возможность развития до первоначальных параметров, в связи с чем водоприёмники водосброса и Головной ГЭС построены с учётом возможности работы на первоначальной отметке водохранилища, турбина и генератор Головной ГЭС также имеют значительный запас мощности, а конструкция плотины предусматривает возможность наращивания её высоты.
В 1995 году функции генпроектировщика станции были переданы институту «Ленгидропроект», который внёс значительные изменения в конструкцию гидроэнергетического комплекса. Наиболее существенными из них являются:
- Изменение конструкции верховой перемычки на вариант перемычки с экраном;
- Изменение конфигурации здания Головной ГЭС, с целью его размещения полностью на скальном основании;
- Изменение конструкции водоприёмника строительно-эксплуатационного водосброса;
- Изменения конструкции плотины, обеспечивающие её более высокую надёжность;
- Уменьшение длины тоннеля № 1, введение холостого водовыпуска из тоннеля;
- Полное перепроектирование бассейна суточного регулирования со значительным увеличением сейсмостойкости объекта;
- Полное перепроектирование холостого водосброса БСР;
- Изменение конструкции субгоризонтального водовода — введение второго водовода;
- Полное перепроектирование здания Зарамагской ГЭС-1;
- Изменение схемы выдачи мощности ГЭС-1 (переход на напряжение 330 кВ вместо 110 кВ), замена открытого распределительного устройства на КРУЭ.

Столь масштабные изменения привели к необходимости очередного переутверждения проекта Главгосэкспертизой, что произошло в 2013 году.

### Строительство
Подготовительные работы по сооружению Зарамагских ГЭС были начаты в июне 1976 года силами ЧиркейГЭСстроя, с 1979 года началось возведение основных сооружений, с 1982 года — проходка деривационного тоннеля. С самого начала работ строительство столкнулось с проблемами финансирования, материально-технического снабжения, организации работ; кроме того, в конце 1980-х годов проект стал активно критиковаться экологическими организациями. С значительными трудностями столкнулась проходка уникального по протяжённости деривационного тоннеля — изначально он планировался напорным, его планировалось построить в сжатые сроки с применением горнопроходческого комплекса. Однако, отечественный горнопроходческий комплекс оказался недоработанным и непригодным для использования, что привело к необходимости возврата к традиционному медленному буровзрывному способу проходки с увеличением габаритов тоннеля и переводом его в безнапорный режим, что в свою очередь потребовало введения в конструкцию БСР. В итоге в 1989 году строительно-монтажное управление по строительству Зарамагских ГЭС было ликвидировано по причине систематического срыва плановых сроков работ, строительство ГЭС было приостановлено, начался пересмотр проекта. Тем не менее, к 1990 году удалось пройти около 3500 м деривационного и большую часть строительного тоннелей, вскрыть котлован бассейна суточного регулирования.
В 1990—1994 годах строительство станции было остановлено. В 1993 году был утверждён новый технический проект ГЭС, включавший снижение высоты плотины на 40 метров, что уменьшило площадь затопления, но лишило водохранилище регулирующей ёмкости и снизило мощность Головной ГЭС до 10 МВт (с 32 МВт). В 1994 году руководство РАО «ЕЭС России» приняло ряд организационных мер по упорядочиванию процесса управления строительством, но вплоть до 2001 года в связи с небольшими объёмами финансирования темпы работ были очень низкими, наиболее заметным событием на строительстве стало завершение сооружения строительного водосброса и перекрытие реки в декабре 1998 года. В апреле 1999 года состоялось совещание РАО «ЕЭС России» под руководством А. Б. Чубайса с участием руководителей республики Северная Осетия, представителей генерального проектировщика и подрядных организаций. По итогам совещания было решено создать ОАО «Зарамагские ГЭС» (зарегистрировано 5 мая 2000 года), финансирование строительства было несколько увеличено, однако объём выделяемых средств (примерно 200 млн рублей в год) был явно недостаточен, их хватало в основном лишь для поддержания уже построенных сооружений.
С 2001 года финансирование было несколько увеличено (хотя и в недостаточном для полномасштабного разворота работ объёме), что позволило активизировать строительные работы. Была выработана концепция опережающего строительства Головной ГЭС, в связи с чем основные работы были сконцентрированы на объектах головного узла. В то же время, продолжались работы и по строительству Зарамагской ГЭС-1, в частности в 2003 году была завершена проходка вертикальной шахты. В ходе реформы электроэнергетики России в 2004 году было создано ОАО «ГидроОГК» (позднее переименованное в ОАО «РусГидро»), в состав которого поэтапно вошло большинство гидроэлектростанций страны, как действующих, так и строящихся; в январе 2005 года в его состав вошло и ОАО «Зарамагские ГЭС», которое стало дочерним обществом компании (по состоянию на 2014 год «РусГидро» принадлежало 99,75 % акций ОАО «Зарамагские ГЭС»).
С 2007 года финансирование строительства было значительно увеличено. К этому моменту в относительно высокой степени готовности находился пусковой комплекс Головной ГЭС, степень готовности сооружений Зарамагской ГЭС-1 была значительно ниже — в частности, к началу 2007 года пройдено лишь 6397 м (около 45 %) деривационного тоннеля № 2, строительство которого определяло сроки сдачи ГЭС. Из сооружений напорно-станционного узла к началу 2000-х годов была завершена проходка вертикальной шахты. Что же касается здания ГЭС-1, на тот же момент времени для него был лишь частично разработан котлован.
| Финансирование строительства Зарамагских ГЭС в 2003—2014 годах, млн рублей |       |       |       |        |        |        |        |        |        |        |        |
| 2003                                                                       | 2004  | 2005  | 2006  | 2007   | 2008   | 2009   | 2010   | 2011   | 2012   | 2013   | 2014   |
| 288,4                                                                      | 171,4 | 311,2 | 957,9 | 2143,1 | 1812,5 | 2880,6 | 3619,7 | 1687,4 | 2426,4 | 2188,7 | 2534,0 |

В 2007 году были объявлены конкурсы на поставку гидросилового оборудования (турбин и генераторов) для Зарамагской ГЭС-1, по итогам которых победителями стали фирмы Voith Simens Hydro и ОАО «Элсиб». К концу года была в целом завершена отсыпка плотины Головной ГЭС, произведена сбойка забоев № 7 и 8 деривационного тоннеля № 2. 19 февраля 2008 года на стройплощадку Зарамагской ГЭС сошла мощная лавина объёмом 100 тыс. м³. Погибли три человека, были разрушены некоторые объекты строительной инфраструктуры. В течение года были завершены работы по плотине, подписан акт о готовности ложа водохранилища к затоплению, завершено строительство водоприёмника и напорного тоннеля № 1, пройдено 855 м деривационного тоннеля № 2. В связи со срывом сроков поставки оборудования, а также временным приостановлением строительных работ из-за сходов снежных лавин и боевых действий в Южной Осетии пуск Головной ГЭС был перенесён на 2009 год.
На 1 января 2009 года готовность сооружений Зарамагских ГЭС оценивалась в 51 %, а 14 января был перекрыт строительный водосброс и началось заполнение водохранилища (к 10 июня 2009 года оно было заполнено до проектной отметки). 9 февраля того же года на строительную площадку ГЭС было доставлено рабочее колесо гидротурбины Головной ГЭС, 5 июля объекты выдачи мощности станции были поставлены под напряжение. Пуск гидроагрегата Головной ГЭС на холостом ходу был произведён 7 июля, а 18 сентября 2009 года состоялся официальный пуск Головной ГЭС с участием премьер-министра России Владимира Путина. В течение 2009 года было пройдено 638 м деривационного тоннеля, завершена проходка субгоризонтальных водоводов, возобновлены масштабные земляные работы на бассейне суточного регулирования.
В течение 2010 года было завершено сооружение эксплуатационного водосброса Головной ГЭС, включая ремонт эксплуатировавшегося с 1999 года строительного тоннеля. Были заключены договоры на поставку шаровых затворов Зарамагской ГЭС-1, строительство сталежелезобетонного водовода (подрядчик — «Трест Гидромонтаж») и бассейна суточного регулирования (подрядчик — «ЧиркейГЭСстрой»). Осуществлена проходка 1139 м деривационного тоннеля, продолжались активные земляные работы на БСР. В 2011 году было развёрнуто строительство сталежелезобетонного водовода, в основном завершены земляные и начаты бетонные работы на бассейне суточного регулирования. Была произведена сбойка участка деривационного тоннеля между забоями № 3 и 4, непройденным остался только наиболее сложный участок тоннеля между забоями № 5 и 6 протяжённостью около 4,5 км.
К началу 2012 года было пройдено около 11 км (из 14,2 км) длины деривационного тоннеля № 2. В течение года были продолжены бетонные работы на БСР, велись строительство водовода и проходка деривационного тоннеля, в вертикальной шахте было смонтировано анкерное звено, а сама шахта подготовлена к монтажу металлической облицовки. К середине 2013 года было пройдено 12 км деривационного тоннеля, начат монтаж субгоризонтальных водоводов и облицовки шахты, строительство поверхностного водовода завершено на 90 %. В 2013 году связи с дефицитом средств инвестиционной программы ОАО «РусГидро» было принято решение о приостановке строительства.
В 2013 году скорректированная проектная документация получила положительное заключение Главгосэкспертизы, а также независимой экспертизы, выполненной фирмой Tractebel Engineering. В 2013—2014 годах с целью обеспечения надёжности ранее построенных сооружений продолжались работы в деривационном тоннеле (проходка и обделка), поверхностном и субгоризонтальных водоводах, было смонтировано и забетонировано нижнее колено в вертикальной шахте, велись бетонные работы на бассейне суточного регулирования.

Строительство Зарамагской ГЭС-1 (по состоянию на апрель 2013 года)
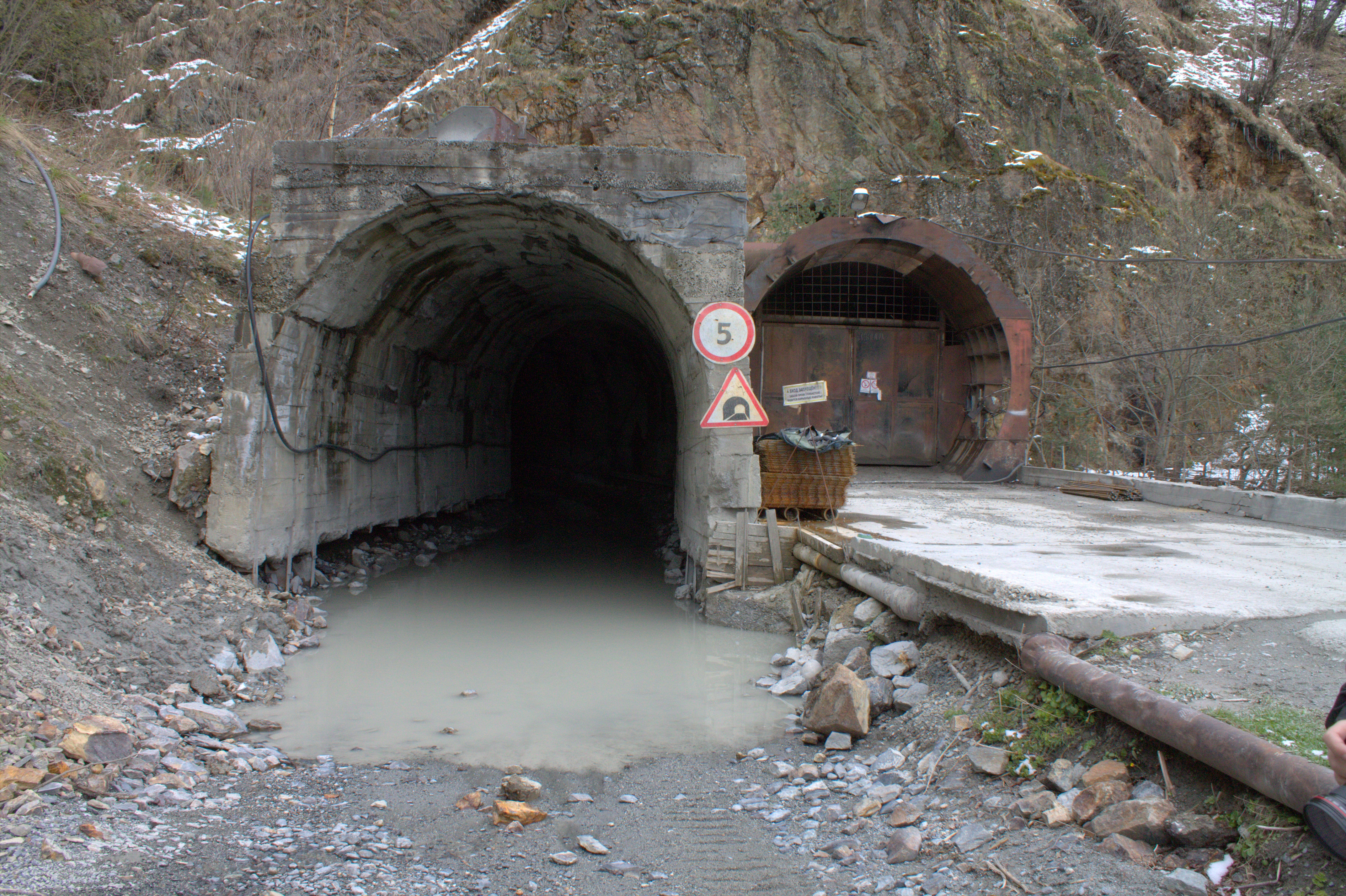
Подходная штольня к деривационному тоннелю
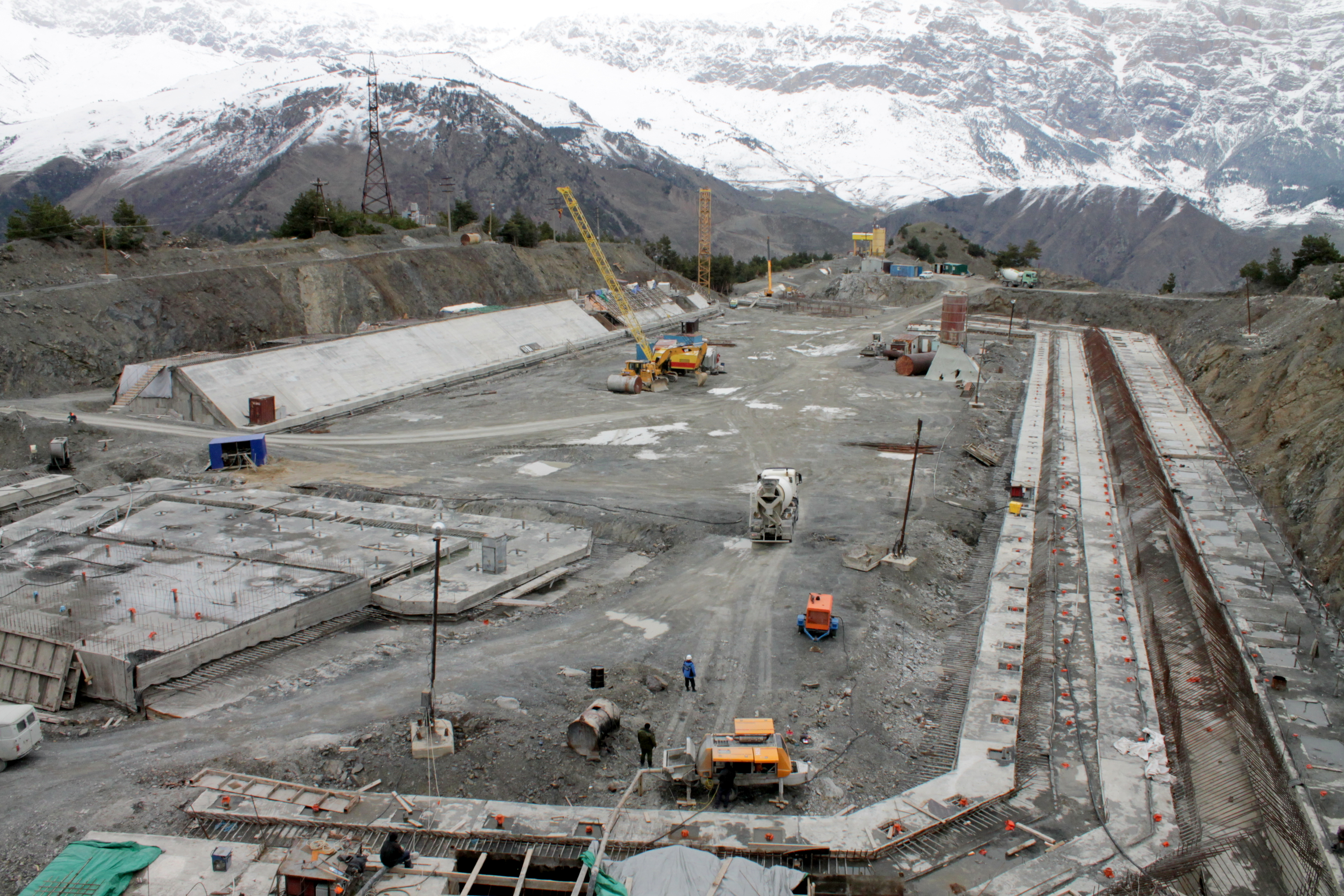
Бассейн суточного регулирования
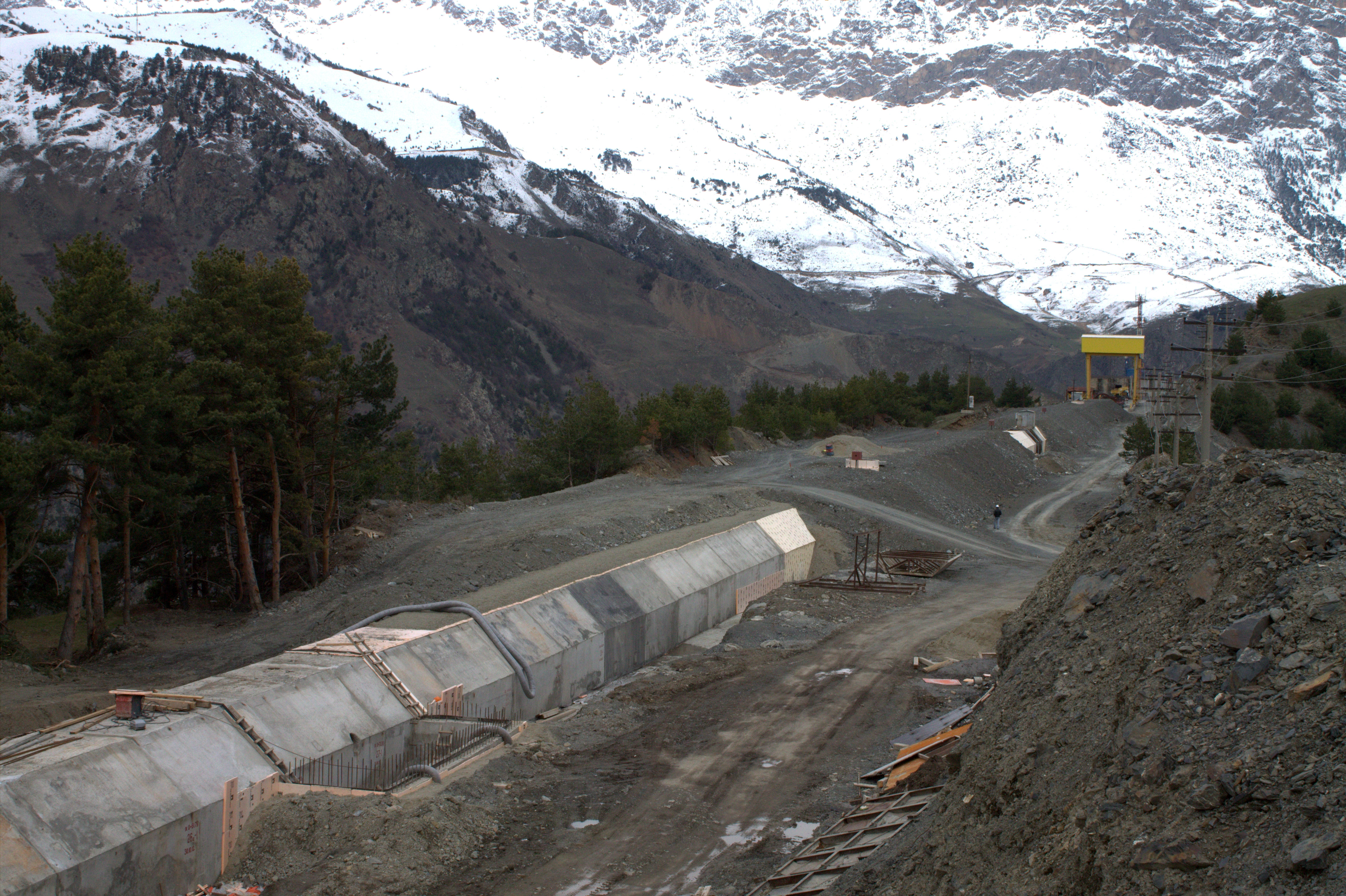
Сталежелезобетонный водовод
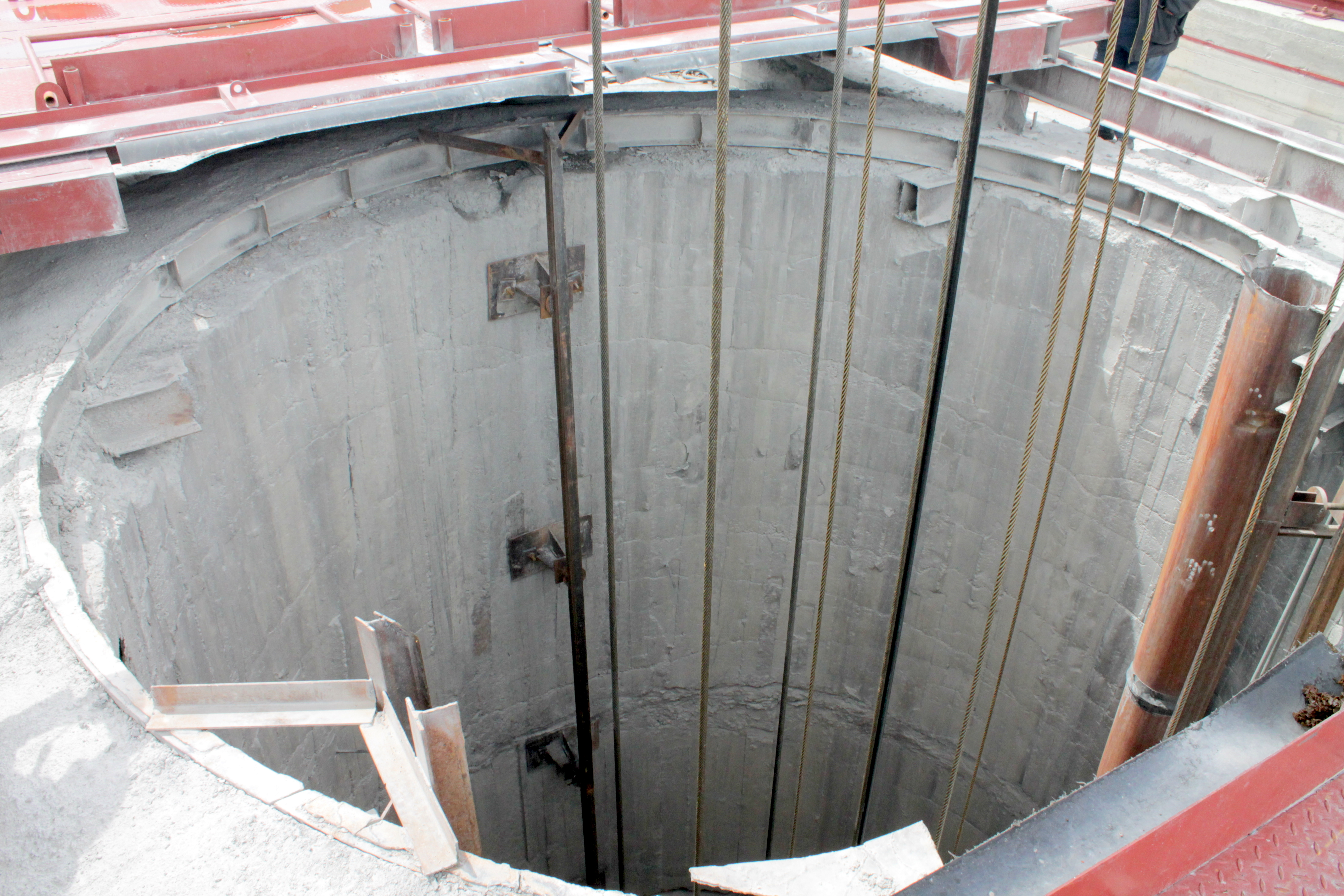
Вертикальная шахта
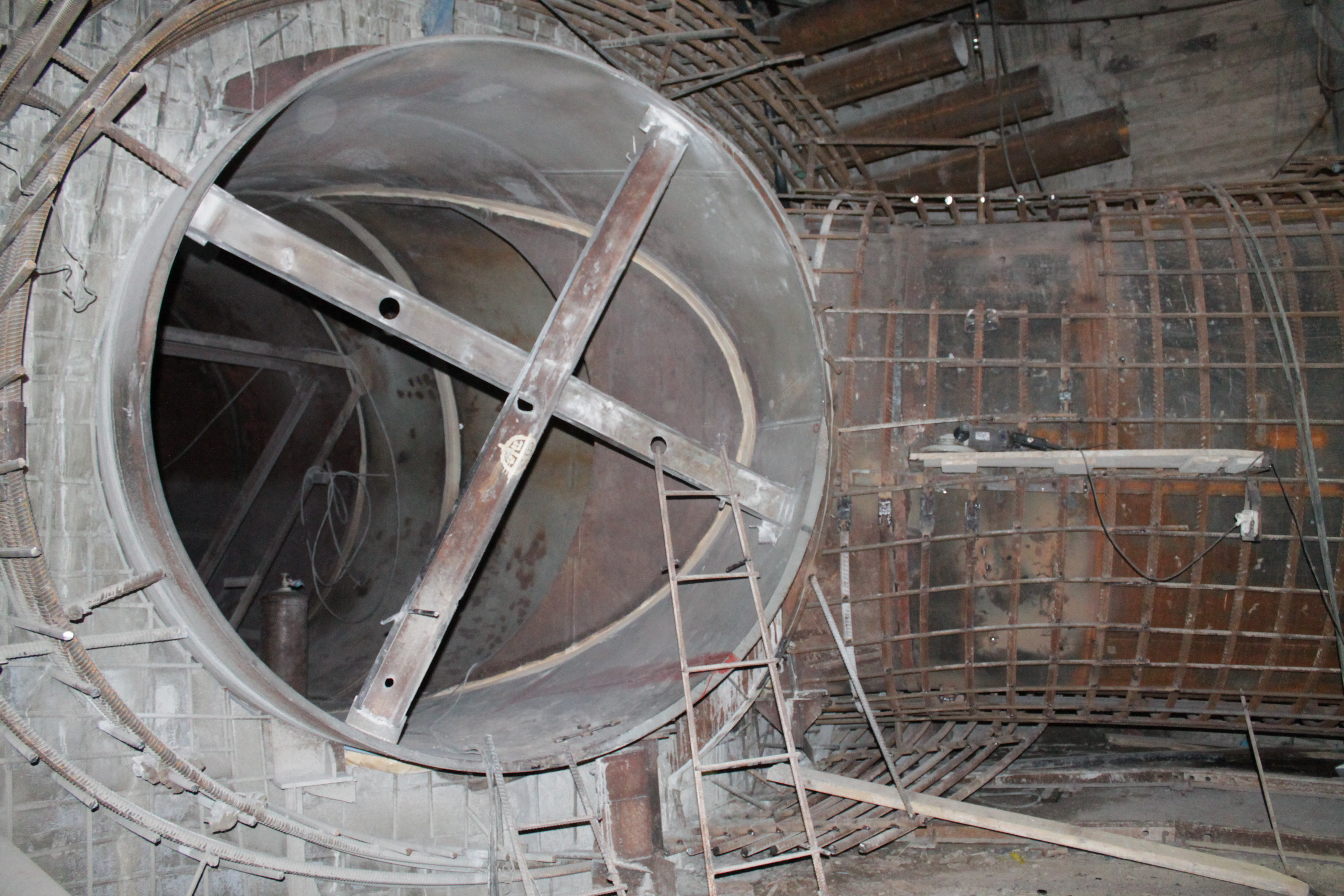
Камера развилки водовода
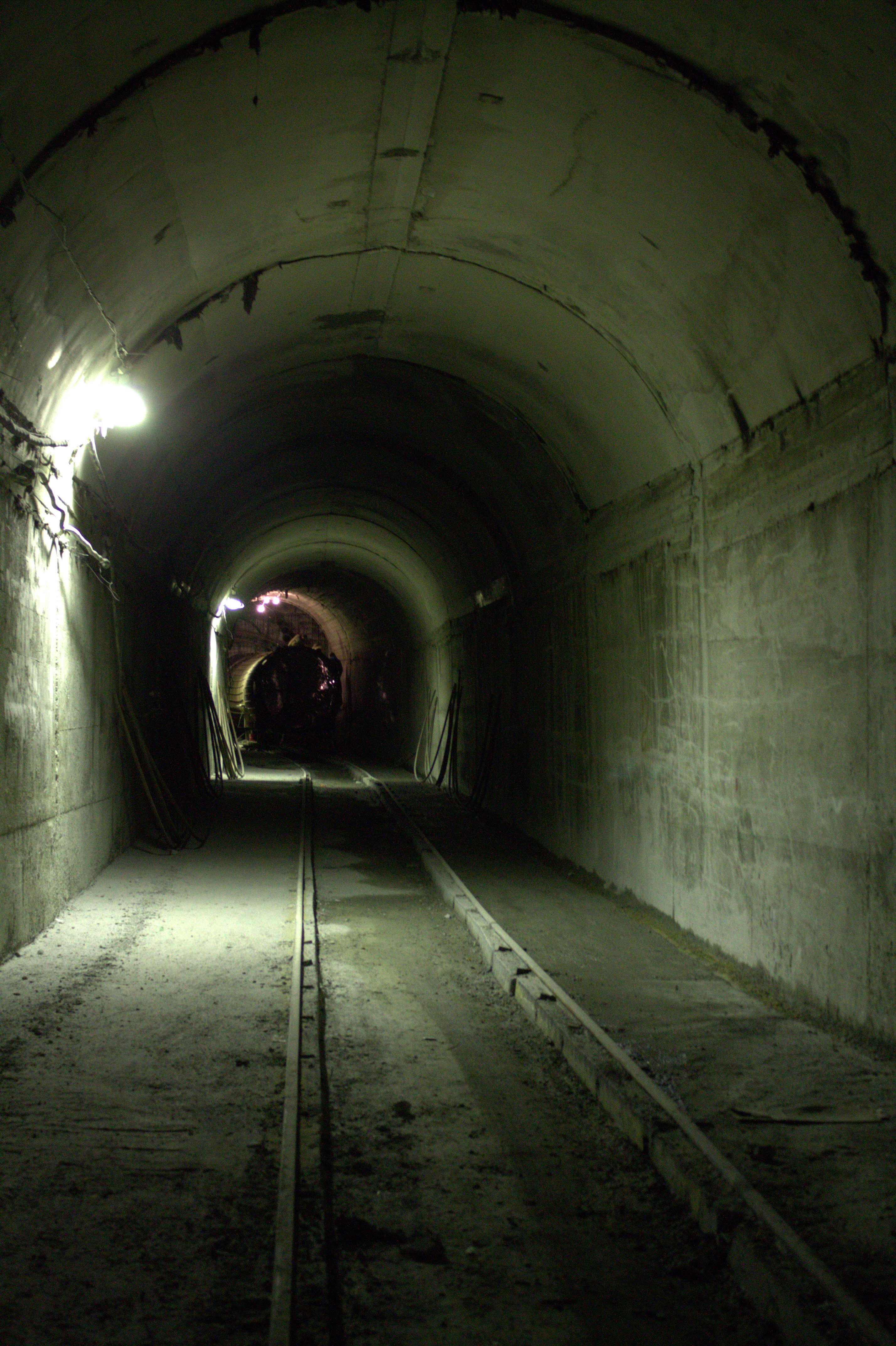
Тоннель субгоризонтального водовода
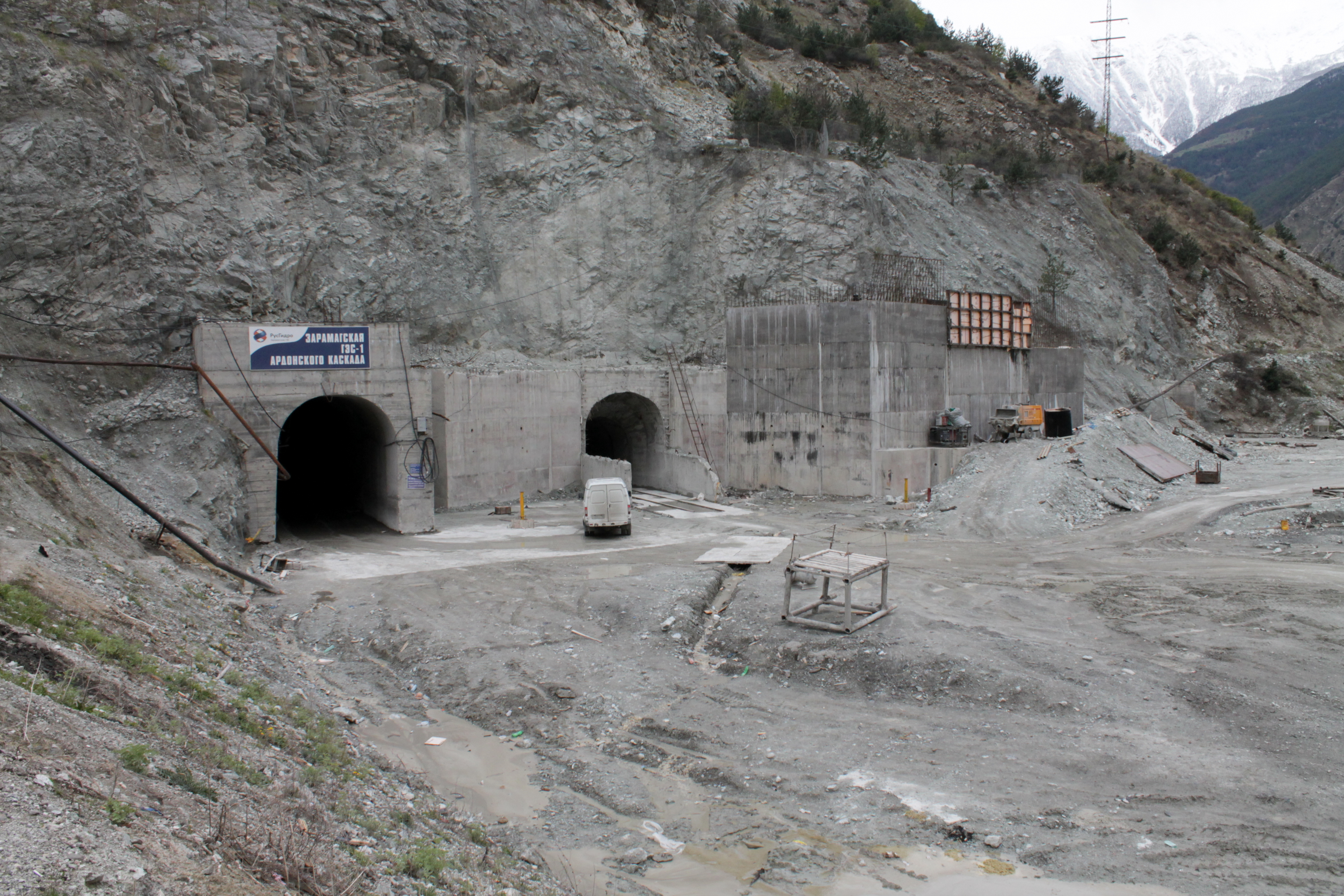
Площадка здания ГЭС

В 2015 году было принято окончательное решение о завершении строительства Зарамагской ГЭС-1. Объект был вновь включён в инвестиционную программу РусГидро, возведение станции было возобновлено. По состоянию на начало 2015 года, готовность станции оценивалась в 60 %. В течение 2015 года была завершена проходка деривационного тоннеля, смонтирована облицовка на большей части вертикальной шахты, продолжался монтаж облицовки и бетонирование в субгоризонтальных водоводах (в одном из них смонтировано и забетонировано более 5000 м, во втором — 30 м).
В 2016 году были завершены работы по монтажу облицовки вертикальной шахты, велись интенсивные строительно монтажные работы в субгоризонтальных водоводах и на площадке бассейна суточного регулирования (в частности, начато бетонирование днища БСР). Кроме того, были начаты работы по разборке участков обделки деривационного тоннеля длиной 4200 м, выполненной в 1980-х — 1990-х годах с низким качеством работ и не соответствующей современным требованиям по сейсмоустойчивости, с последующим монтажом новой обделки. В 2017 году было начато строительство здания Зарамагской ГЭС-1, а также проходка противоаварийного водосброса бассейна суточного регулирования.
В 2018 году был начат монтаж гидротурбин и шаровых затворов, завершены бетонные работы на бассейне суточного регулирования. инвестиции в строительство составили более 9 млрд рублей. В 2019 году строительно-монтажные работы были завершены, проведены испытания обеих гидроагрегатов, гидравлического тракта и электротехнического оборудования. 28 сентября и 13 ноября 2019 года были завершены комплексные испытания обеих гидроагрегатов, после чего гидроагрегаты были приняты в промышленную эксплуатацию. Станция была введена в эксплуатацию в конце 2019 года, торжественная церемония пуска Зарамагской ГЭС-1 состоялась 4 февраля 2020 года.

## Эксплуатация
28 сентября 2009 года сильные снегопады повредили линии электропередач из России в Южную Осетию, по которым происходит энергоснабжение республики. Участок ЛЭП от границы до Головной ГЭС остался работоспособным, что позволило станции обеспечить выдачу электроэнергии в Южную Осетию до момента ликвидации последствий стихийного бедствия. 1 июня 2010 года Головная Зарамагская ГЭС передана в аренду Северо-Осетинскому филиалу «РусГидро» для дальнейшей эксплуатации.
| Выработка электроэнергии Головной ГЭС |      |      |      |       |       |      |       |       |       |      |
| Год                                   | 2009 | 2010 | 2011 | 2012  | 2013  | 2014 | 2015  | 2016  | 2017  | 2018 |
| Выработка, млн кВт·ч                  | 3,11 | 29,2 | 30,3 | 25,27 | 29,53 | 29,8 | 30,28 | 29,17 | 28,35 | 32,0 |